# Jacques II de Chabannes de La Palice
Pour les articles homonymes, voir Chabannes.
 (octobre 2017).
 (juillet 2021).
Jacques II de Chabannes, seigneur de La Palice, dit aussi Jacques de La Palice, né vers 1470 au château de Montaigu-le-Blin (duché de Bourbon) et mort le 24 février 1525 lors de la bataille de Pavie (Lombardie) était un gentilhomme de la maison du roi et un officier français, qui a été successivement chambellan, conseiller du roi, grand maître de France, gouverneur du Milanais, maréchal de France, ambassadeur plénipotentiaire du roi, grand veneur de France, maître des Eaux et Forêts du Languedoc, gouverneur de Lyon et fait par décision royale Premier Président du Parlement de Dombes en 1523.
Il sert trois rois de France, Charles VIII, Louis XII et François Ier, et participe à toutes les guerres d'Italie de cette période. L'historiographe de Louis XII, Jehan d'Authon, le qualifie dans ses Annales de « second Hector ». Dans plusieurs ouvrages de biographies, notamment celle de Louis-Gabriel Michaud  au XIXe, il est considéré comme « l'un des plus grands capitaines de son temps ».
Depuis le XVIIIe siècle, son nom est associé au terme péjoratif de « lapalissade ». Cette chanson née d'un jeu d'esprit du poète dijonnais Bernard de La Monnoye resta très populaire à partir du XVIIIe siècle.

## Biographie

### Famille
Membre de la famille de Chabannes, originaire du Limousin,, il est le fils de Geoffroy de Chabannes, chevalier, seigneur de Charlus conseiller et chambellan du roi, sénéchal de Rouergue et de Charlotte de Prie, fille d'Antoine de Prie grand queux de France, seigneur de Buzançais et de Montpoupon et de Madeleine d'Amboise. Il a pour sœur Anne de Chabannes, mariée en 1481 à Charles de Bourbon, prince de Carency.

Il épouse en premières noces en 1493 Jeanne de Montberon, fille d'Eustache de Montbron et de Marguerite d'Estuer et en deuxièmes noces en 1513, Marie de Melun dont il a eu Charles de Chabannes, chevalier, seigneur de La Palice, qui ne laissa que deux filles et qui fut le dernier de sa branche.

### Carrière
Jacques II de Chabannes est élevé à la cour d'Amboise comme enfant d'honneur auprès du dauphin Charles, fils de Louis XI, né la même année que lui. Il reste à son service lorsque Charles VIII succède à Louis XI en 1483.

#### Première bataille (1488)

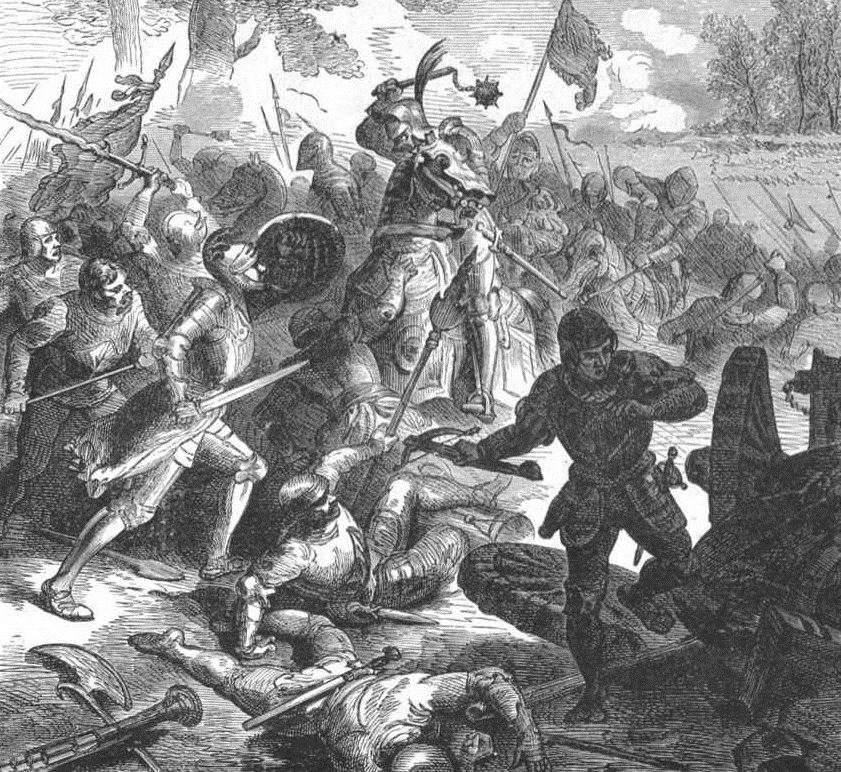
Bataille de Saint-Aubin du Cormier en 1488. Gravure de Lesueur (XIXe siècle).

Il participe pour la première fois à une bataille durant la Guerre folle, lors de la bataille de Saint-Aubin-du-Cormier (28 juillet 1488) où il accompagne son père Geoffroy de Chabannes. Au cours de cette bataille, le roi l'aurait adoubé en tant que chevalier selon une ancestrale tradition chevaleresque.

#### Gentilhomme ordinaire de la maison du roi (1490-1494)
À partir de 1490, Jacques de Chabannes fait partie des gentilshommes ordinaires de la Maison du Roi. Charles VIII lui octroie une pension annuelle de 525 livres tournois
Cette même année, le roi envisage de lui faire épouser Frannçoise de Lespinasse, issue d'une famille de la noblesse d'Auvergne. Cette alliance n'a pas lieu  et en janvier 1492, Jacques de La Palice épouse Jeanne Marie de Montberon, originaire de l'Angoumois.

#### Guerre en Italie (1494-1495)
En 1494, il devient chambellan du roi, avec une pension de 1 500 livres. À la fin de la même année il participe à la première guerre d'Italie.Charles VIII lui confie la direction d'une compagnie d'ordonnance, composée de 40 lances, soit un effectif de 300 hommes d'armes. En septembre 1494, il combat dans la région d'Asti, à Valenza, Tortone et Alexandrie. En octobre, il est envoyé un moment à Milan. En 1495, il combat dans la compagnie de Gilbert de Montpensier.
En récompense de ses services, le roi lui accorde le 24 avril 1495, une gratification de 3 000 ducats.

#### Retour en France (1495-1498)
De retour dans ses terres, il reçoit le roi dans son château de La Palisse pendant trois jours du 21 au 23 septembre 1497, en Bourbonnois, le 1er juillet 1496. Peu de temps après il reçoit du roi des revenus des greniers à sel de Semur-en-Brionnais et de Marcigny.

### Débuts du règne de Louis XII (1498-1507)

#### Un proche du nouveau roi
Dès son accession au trône, le roi Louis XII « aima Chabannes plus que tous les autres seigneurs de son temps, se fia en sa suffisance et l'éleva à une très grande fortune » rapporte Pierre de Bourdeille dans ses Mémoires sur les Grands Capitaines François.
En juillet 1498, il est nommé maître des Eaux et Forêts du Languedoc.
Il fait partie du conseil du roi et est un des signataires d'une ordonnance du 27 juillet 1498, réglementant la discipline et l'organisation de la cavalerie royale

#### Deuxième guerre d'Italie (1499-1500)
Peu de temps après, il accompagne le nouveau monarque pour la conquête du duché de Milan.

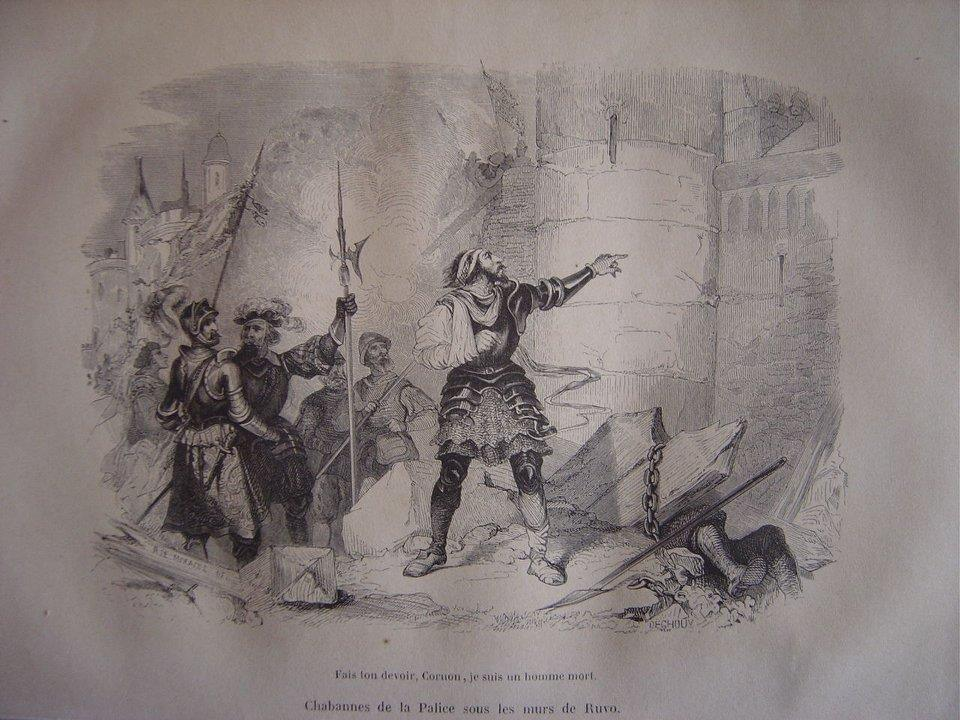
La Palice blessé est prisonnier de Gonzalve de Cordoue pendant le siège de Ruvo en février 1503. Gravure de René de Moraine, XIXe siècle.

#### Troisième guerre d'Italie (1501-1504): la bataille de Ruvo
En 1501, au début de la Troisième guerre d'Italie, il est appelé par le roi à faire partie de la composition de  ses officiers des bandes d'ordonnances, où il commande une compagnie de 50 lances. il s'empare de plusieurs places dans les Abruzzes et les Pouilles.
Il est fait vice-roi des Abruzzes en 1502. La même année, il arbitre un duel entre l'Espagnol Alonzo de Soto Mayor et le chevalier Pierre Terrail de Bayard, désigné par celui-ci comme son parrain.
Le 22 février 1503, Don Gonzalve de Cordoue, El Gran Capitan, commandant la garnison aragonaise de Barletta dans les Pouilles, apprend que la compagnie commandée par La Palice a mis le siège devant Ruvo di Puglia. Gonzalve fait détruire l'enceinte de la ville, mais La Palice, qui s'est retranché dans la forteresse, en attendant les renforts du duc de Nemours, résiste vaillamment aux assauts des Espagnols lors de la bataille de Ruvo.
Dans le royaume de Naples du roi Ferdinand II d'Aragon, la délicate situation stratégique de La Palice qui s'était déjà rendu maître de Castellaneta et osant défier la puissante armée de Gonzalve de Cordoue, fait alors figure d'irréductible, refusant de capituler. À ce propos, dans ses célèbres Diarii (journaux) le chroniqueur italien Marino Sanuto relate avec force détails, quel fut le siège et la délivrance de la citadelle de Ruvo : « ..(...) Les Français qui sont à l'intérieur, ne sortent pas, sauf quand le peuple a entouré le terrain, qui vaut un quart de mille. Ils sont tristes et ont mis des murs. Monseigneur de La Paliza, gouverneur des Abruzzes et de la terre de Bari était dans ce lieu avec beaucoup d'autres ici même. Il y avait 100 hommes d'armes à l'intérieur, 200 canonniers, 50 fantassins. Ils se tenaient au-dessus des murs, et lorsque 300 soldats se battaient pendant environ quatre heures, Monseigneur de La Paliza, avec les autres seigneurs et hommes d'armes se défendaient virilement avec courage. Le grand maître a 1 400 cavaliers avec lui et 3 000 fantassins. Ils prirent ledict lieu par la force et Monseigneur de La Paliza fut blessé à la tête. (...) ».
Ayant réussi à percer quelques brèches dans la muraille, Gonzalve se rend cependant maître de la cité et La Palice, grièvement blessé, doit se rendre à Gonzalve de Cordoue, qui le fait conduire sous les remparts et menace de l'exécuter. Les derniers soldats français retranchés dans Ruvo sont attaqués par les Espagnols. Gonzalve ordonne aux troupes françaises de se rendre, en échange de quoi la vie de La Palice sera épargnée. Tel un lion en furie abandonné par ses dernières forces, La Palice vaincu finit sous la contrainte par se rendre entre les mains d'un homme d'armes du capitaine espagnol Don Diego Hurtado de Mendoza, d'une des plus illustres familles d'Espagne. Dans un geste des plus chevaleresques de la part d'un officier supérieur, La Palice jeta au loin le tronçon de son épée, s'écriant avec un rare sang-froid et défiance : « Ni toi, ni un autre ne l'aura jamais de ma main », ce qui fit dire avec quelques admirations par cet officier espagnol :
« Heureux La Palice, que Ferdinand avec toute sa puissance, que Gonzalve avec toute son habileté, me paraissent petit auprès de toi. »
Bien que déclaré vaincu, La Palice dans un dernier baroud d'honneur exhorte néanmoins le lieutenant du duc de Savoie de poursuivre le siège, lui recommandant de ne rien céder aux Espagnols et à continuer le combat jusqu'à l'instant ultime
La citadelle est finalement prise et Gonzalve de Cordoue fait soigner La Palice par les chirurgiens de son armée. Dans une dépêche datée du 8 mars 1503 et rendant compte de l'épilogue tragique de cette défaite mémorable, Antonio Giustiniani, ambassadeur vénitien à Rome de 1502 à 1505, relate le dénouement de cette fameuse bataille :
« ..(...) ..... Les hommes de la terre se sont défendus jusqu'au troisième assaut, le dernier endroit où les Espagnols sont entrés, ils ont pris tous les hommes d'armes et les canonniers, qui étaient 150, (...) qui ont été emmenés à Barletta et ont dû envoyer 10.000 ducats pour leur retour. Dans la bataille d'armes, Monseigneur de La Pelizza fut blessé en présence de Don Diego Mendozza et les quatre galères du grand maître de Rhodes (Pierre d'Aubusson) qui étaient en faveur des Français, furent coulées par huit galères et trois bateaux espagnols..(...) ».
Remis en liberté après quelques mois d'emprisonnement et guéri de ses blessures, La Palice, rentré en France est nommé capitaine de Pont-Saint-Esprit (avril 1503).

#### L'expédition de Gênes (1507)
La Palice reprend du service et participe en avril 1507 à une des expéditions en Italie, afin d'obtenir la soumission de la république de Gênes. La Palice, qui commande l'avant-garde de l'armée française au siège de Gênes, contribue à la prise du fort de la ville. Lors de cette offensive, avec 3 000 fantassins, il donne l'assaut à la montagne de Gênes, foyer de résistance des Génois retranchés dans la forteresse. Au cours du combat, il est grièvement blessé d'une estafilade à la gorge et doit céder le commandement à Robert Stuart d'Aubigny.
Pour récompenser La Palice, le roi lui fait don des revenus d'un franc-fief de la ville de Lyon appartenant à la Couronne.

### La quatrième guerre d'Italie (1508-1513)

#### Agnadel (mai 1509)

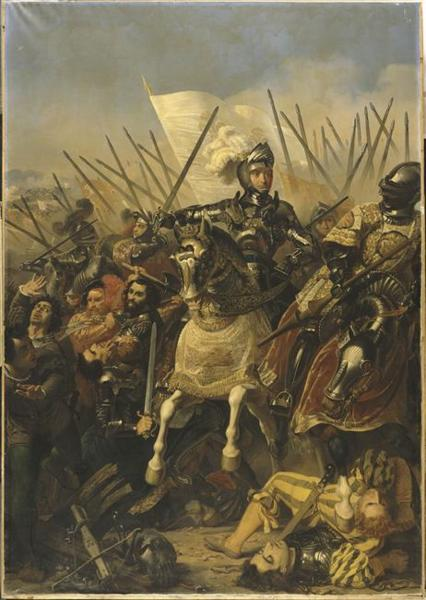
Bataille d'Agnadel près de Crema en Lombardie, remportée par Louis XII sur les vénitiens. 14 mai 1509.

Au début de la quatrième guerre d'Italie, La Palice est envoyé en Vénétie combattre la république de Venise. Il participe au siège de Treviglio puis à la bataille d'Agnadel (14 mai 1509) qui s'achève par une victoire française et où il sert à l'arrière-garde de l'armée comme lieutenant-général du roi 

#### Guerre de la ligue de Cambrai contre Venise
Louis XII envoie une armée d'environ 10 000 hommes commandée par La Palice pour porter secours à Maximilien Ier. Au mois d'août 1509, une armée allemande et une armée française placées sous les ordres de La Palice entament le siège de Padoue. l'offensive austro-française se heurte néanmoins à la résistance des Padouans. Seize jours plus tard, devant l'impossibilité de se rendre maître de la place, Maximilien d'Autriche ordonne d'abandonner les opérations.

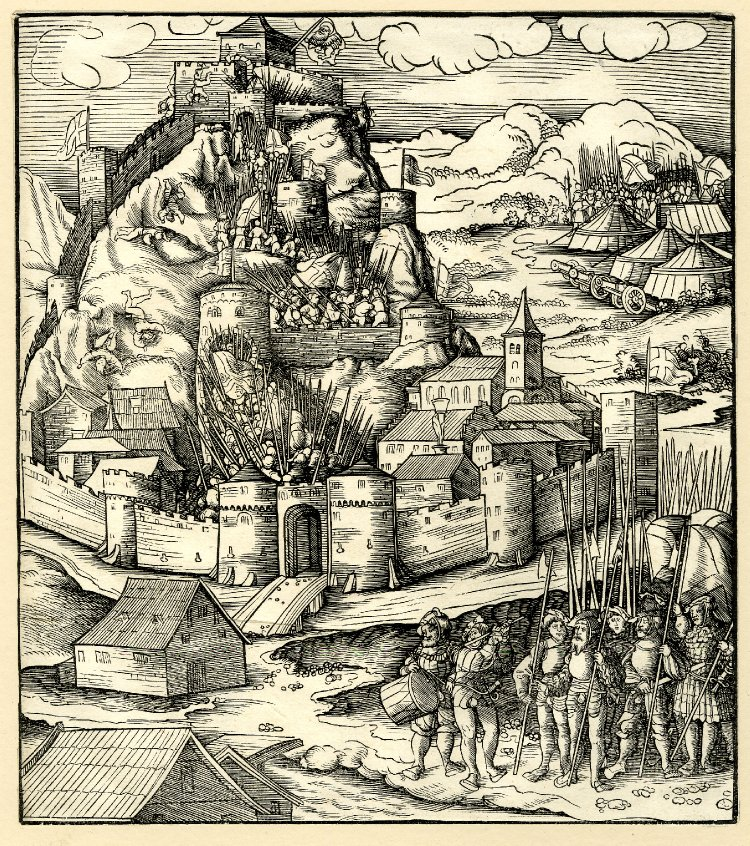
Prise de la citadelle de Monselice, en juin 1510. Gravure début XVIe siècle par l'Allemand Leonhard Beck, conservée au British Museum.

Lors de la guerre de la ligue de Cambrai engagée contre la république de Venise, La Palice participe aux sièges de plusieurs places fortes de Vénétie, dont Castel Nuovo di Quero où il fait prisonnier Girolamo Miani (Jérôme Emilien). Arrivé dans la région de Padoue, il entreprend le siège de la citadelle de Monselice, qui capitule le 21 juin 1510. Plusieurs chroniqueurs italiens se font l'écho de ce brillant exploit militaire de Jacques de Chabannes, dont Pietro Bembo, qui écrit à ce propos dans son Histoire de Venise : « Au cours de ces évènements, Moncelice a été pris par l'ennemi. Les efforts du français La Palice, dans cette action ont été remarquables. »
En 1511, La Palice prend part au conflit qui oppose les Espagnols au pape Jules II et succède à Chaumont d'Amboise à la tête des troupes françaises en Italie. Envoyé en Lombardie, dans le Frioul, dans le trévisan et en Vénétie, La Palice repousse l'armée vénitienne.

#### Grand maître de France (1511)
En 1511, La Palice obtient en mars 1511 la charge de grand maître de France, devenant ainsi le troisième membre de la famille de Chabanne à occuper cette charge.

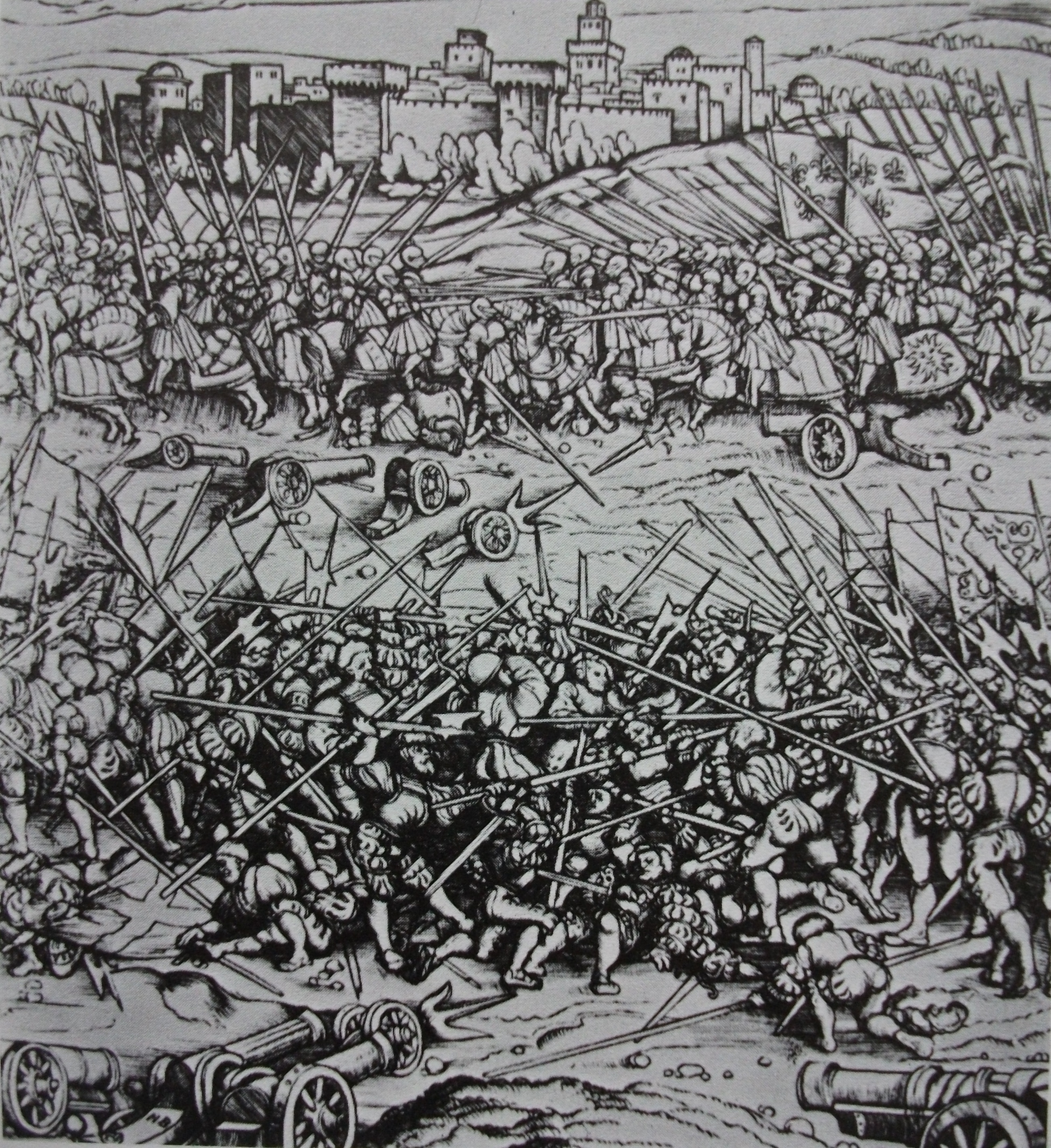
Illustration de la bataille de Ravenne le 11 avril 1512, Bibliothèque nationale autrichienne.

#### La bataille de Ravenne (1512)
Au début de l'année 1512, quand le jeune Gaston de Foix-Nemours arrive en Italie pour prendre le commandement de l'armée française, La Palice le seconde. Sous ses ordres, il se porte aux secours des Bolonais assiégés par les troupes espagnoles et vénitiennes. Il réussit à faire lever le siège de Bologne, suivit dès le 18 février 1512 du malheureux Sac de Brescia. Le 11 avril 1512, le commandant de La Palice participe à la célèbre bataille de Ravenne. Cette victoire française sur les Espagnols voit la mort de Gaston de Foix et La Palice est désigné pour lui succéder comme commandant en chef des armées d'Italie. Parmi les nombreux chevaliers qui périssent dans la bataille se trouve également le capitaine Yves II d'Alegre de Tourzel, beau-frère de La Palice et commandant de l'arrière-garde française. Ainsi que le confirma le chroniqueur François Guichardin dans sa fameuse Storia di Italia, la disparition de Gaston de Foix et celle d'Yves d'Alègre jetèrent la consternation dans les rangs de l'armée française.
Au lendemain de la victoire de Ravenne, La Palice fait prisonnier le cardinal Jean de Médicis, futur pape Léon X et légat du pape Jules II. Ce prélat, après avoir gagné la confiance des cardinaux ayant prêté allégeance à Jules II, essaie d'entrer en relation avec la curie romaine, en vue de procéder à une négociation diplomatique. Face à cette situation, La Palice doit opter pour un délicat compromis politique et diplomatique. Dans un ouvrage du XVIIe siècle sur L'Histoire ecclésiastique, l'abbé Claude Fleury résume les intrigues de cet événement :

« Il demanda permission à La Palice d'envoyer à Rome pour ses affaires particulières Jules de Médicis commandeur de Rhodes (Clément VII), son cousin-germain; il promit de solliciter le Pape et ses amis à payer sa rançon faisant accroire qu'il n'auroit pas plutôt recouvré sa liberté, qu'il accommoderoit la France avec le Saint-Siège. Sur cette promesse il obtint sa permission. Jules de Médicis vint donc à Rome et eut une audience secrète avec le pape, à qui il représenta la perte des François à la Bataille de Ravenne ; la mauvaise intelligence entre La Palice et le cardinal de Saint-Séverin (Federico Sanseverino) la désertion d'un grand nombre de soldats qui s'étoient enrichis du pillage de Ravenne ; l'armée des Suisses qui commençoient à paroître sur les frontières du duché de Milan et l'obligation où se trouveroit La Palice d'y retourner avec la meilleure partie de ses troupes, pour garder ce duché. Enfin il n'oublia rien pour persuader au Pape, que les Victorieux avoient beaucoup plus perdu dans la dernière action que les Vaincus: que l'armée françoise étoit entièrement ruinée et que bientôt on verroit une révolution de la Ligue. »

La victoire de Ravenne, qui est une victoire à la Pyrrhus, ne consolida en rien la position stratégique des Français en Italie, car La Palice, au lieu de marcher en direction de Rome, reçoit l'ordre de se replier dans le duché de Milan, assiégé par les Suisses. Cet affaiblissement des forces françaises est notamment décrit par Nicolas Machiavel :

« Les Suisses enfin s'étaient mis en marche; mais plus prudents que dans leurs précédentes expéditions, ils s'étaient hâtés de se joindre aux Vénitiens. Les deux armées réunies comptaient plus de trente mille hommes; il n'en restait aux Français qu'environ douze mille. Un décret de l'Empereur qui ordonnait à tous ses sujets de quitter le service de la France acheva d'affaiblir l'armée de La Palice. Pour comble de maux la discorde se mit entre les chefs et la désertion parmi les troupes. Un léger échec, éprouvé sur l'Adda, vint décider du sort de la campagne, et les vainqueurs de Ravenne se trouvèrent repoussés jusqu'au pied des Alpes deux mois après cette mémorable journée. »

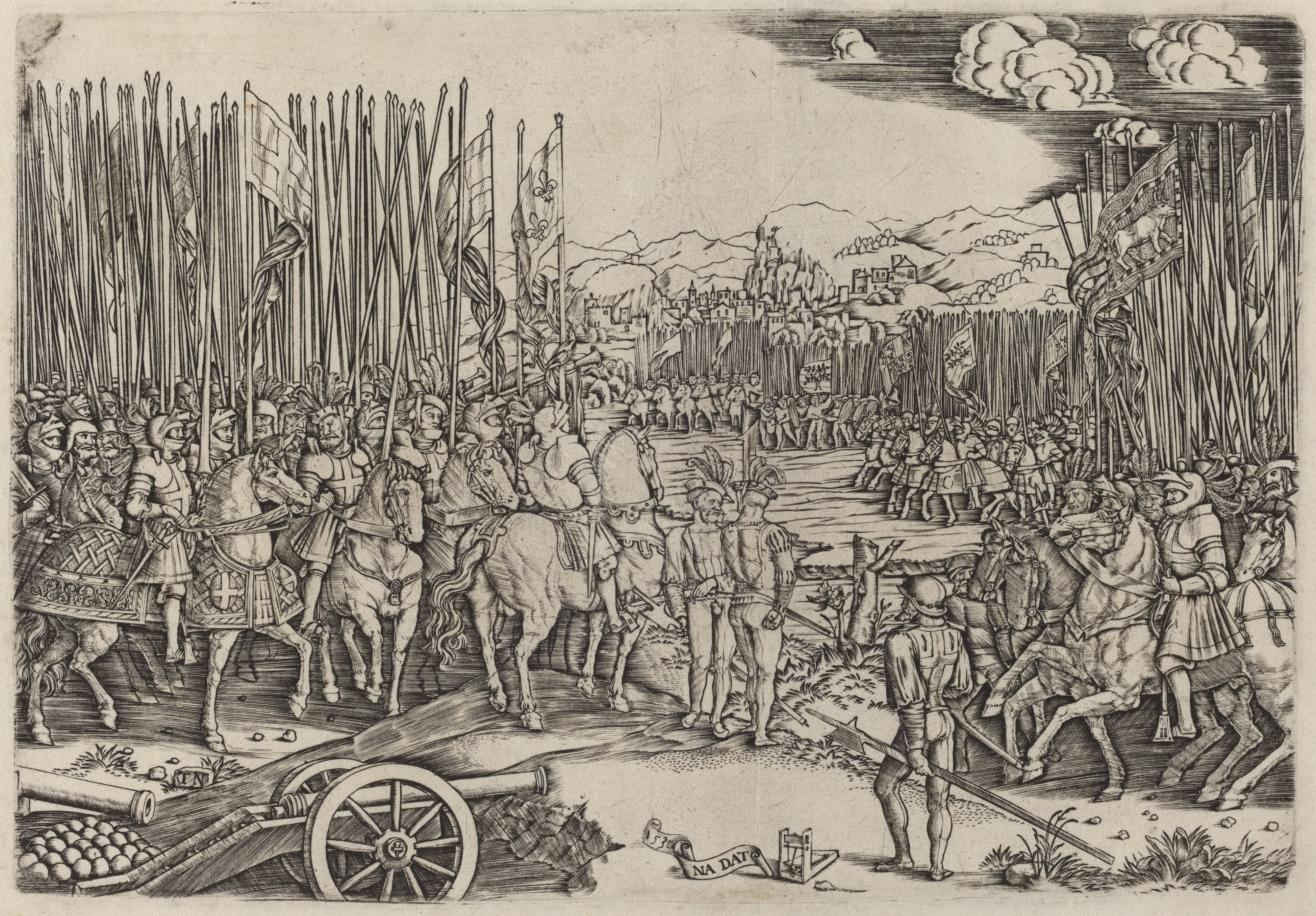
Bataille de Ravenne en 1512. Dessin du XVIe siècle.

L'alliance des armées helvète et vénitienne s'apprêtant à occuper le Milanais complique la stratégie suivie par La Palice. Celui-ci s'empresse d'adresser un courrier à Jacques de Silly, trésorier général de Normandie et intendant de l'État de Milan. Toutefois, la lettre tombe entre les mains de quatre estradiots albanais et est portée au provéditeur Andrea Gritti qui, l'ayant fait lire en son Conseil, décide de laisser l'armée du pape et du roi d'Espagne en Romagne pour entrer en territoire milanais. La plupart des chroniqueurs du temps relatent avec quelques variantes la capture du cardinal Jean de Médicis, qui finit par réussir par son entremise auprès du Saint-Siège à mobiliser les armées du pape contre les Français. Malgré cette victoire en demi-teinte, l'attitude de La Palice, qui s'est trop attardé dans Ravenne pour livrer la ville au pillage, permet aux troupes de la Sainte-Ligue de se ressaisir afin de parvenir à chasser les Français de Lombardie. L'armée de La Palice doit finalement se replier vers le duché de Milan. Paradoxalement, en dépit de lourdes pertes et contrairement aux commentaires émanant des chroniqueurs transalpins ou espagnols du temps, la stratégie militaire observée à Ravenne par La Palice et Yves d'Alègre avait en fait parfaitement opéré :

« La technologie, quoi qu'il en soit, ne décide pas toujours du destin des batailles. À Ravenne, le camp du vice-roi de Naples fut vaincu à la suite d'un pilonnage massif de l'artillerie hispano-pontificale de Pedro Navarro réussit à tenir tête aux bataillons de lansquenets grâce à ses astucieux dispositifs de défense, en revanche, la cavalerie lourde de La Palice fit des merveilles en s'imposant tactiquement face à la cavalerie espagnole et en prenant l'infanterie à revers, 14 000 hommes tombèrent ce jour-là, dont Gaston de Foix. De ce fait, les Français privés de leur chef charismatique et des lansquenets rappelés par l'empereur Maximilien, remportèrent une victoire à la Pyrrhus. »

Peu après l'éprouvante et fragile victoire de Ravenne, La Palice qui avait succédé comme commandant en chef à Gaston de Foix-Nemours ordonna la retraite dans le duché de Milan de l'infanterie française et s'employa scrupuleusement à obtenir la soumission et la loyauté au roi de France de plusieurs places fortes milanaises. Ainsi , dans une missive envoyée de Milan et datée du 15 mai 1512 à son souverain seigneur, La Palice qui se porte garant de la parfaite maitrise du territoire Milanais en missionnant l'un de ses capitaines et s'empressa expressément de rassurer le roi :
" Nous , Jacques de Chabannes, chevalier de l'ordre , seigneur de La Palisse et grant maistre de France, promettons au roy nostre souverain seigneur que Anthoine de Mondragon, homme d'armes des ordonnances dudit seigneur, soubz nostre charge, 

### Fin du règne de Louis XII

#### La défense du royaume de Navarre (1512)
Rentré en France à l'automne, La Palice est envoyé en octobre 1512 dans les Pyrénées pour secourir Jean d'Albret, roi de Navarre, dont le royaume de Navarre est attaqué par les troupes de Ferdinand le Catholique.
Disposant d'une armée de 10 000 hommes et de 50 canons, La Palice et le roi de Navarre décident de faire le siège de Pampelune, afin de couper l'avancée de l'infanterie du duc d'Albe. Ce dernier réussit à déjouer les plans de ses adversaires et envahit depuis Saint-Jean-Pied-de-Port toute la Haute et Basse Navarr[pas clair]e.
Chargé de reconquérir le royaume de Navarre, La Palice se borne à exécuter les ordres de Louis XII qui s'engage à garder auprès de lui, à Blois, la reine Catherine de Navarre. La campagne se termine par un échec et Jean III d'Albret perd la souveraineté de ses territoires situés au-delà des Pyrénées, conservant la Basse-Navarre (Saint-Jean-Pied-de-Port, Le Palais).

#### La guerre en Artois: la bataille de Guinegatte (1513)
Menacée dans ses frontières au sud ( en Navarre ) et au nord ( en Artois ) ; une coalition politique austro-anglaise, avec l'aval du roi d'Espagne, décida de l'invasion de la France.
Après une trêve de quelques mois, Henri VIII venait de débarquer à Calais, le 30 juin 1513, afin de faire le siège de Thérouanne, défendue par le gouverneur Antoine de Créquy, possession du roi de France enclavée dans le comté d'Artois, qui, depuis la Paix d'Arras (1482) et la mort de Marie de Bourgogne, appartient à la maison de Habsbourg (en la personne de Charles de Habsbourg, sous la régence de Maximilien, son grand-père).
Envoyé par Louis XII en juillet 1513, La Palice est chargé de ravitailler la ville assiégée par les troupes de George Talbot, renforcées par des troupes envoyées par Maximilien.
Fin août 1513, l'armée française de secours engage la seconde bataille de Guinegatte, mais subit une défaite humiliante. Avec plusieurs gentilshommes placés sous la direction de M. de Piennes (Louis de Hallewin) qui a succédé à M de La Gruthuse ( Jean V de Bruges ) comme gouverneur de Picardie, voit La Palice combattre très courageusement aux côtés de son beau-frère Jean de Sarcus capitaine général des légionnaires de Picardie.
Robert Macquereau, chroniqueur originaire de Valenciennes, relate à propos des premiers et terribles affrontements avec l'armée anglaise :

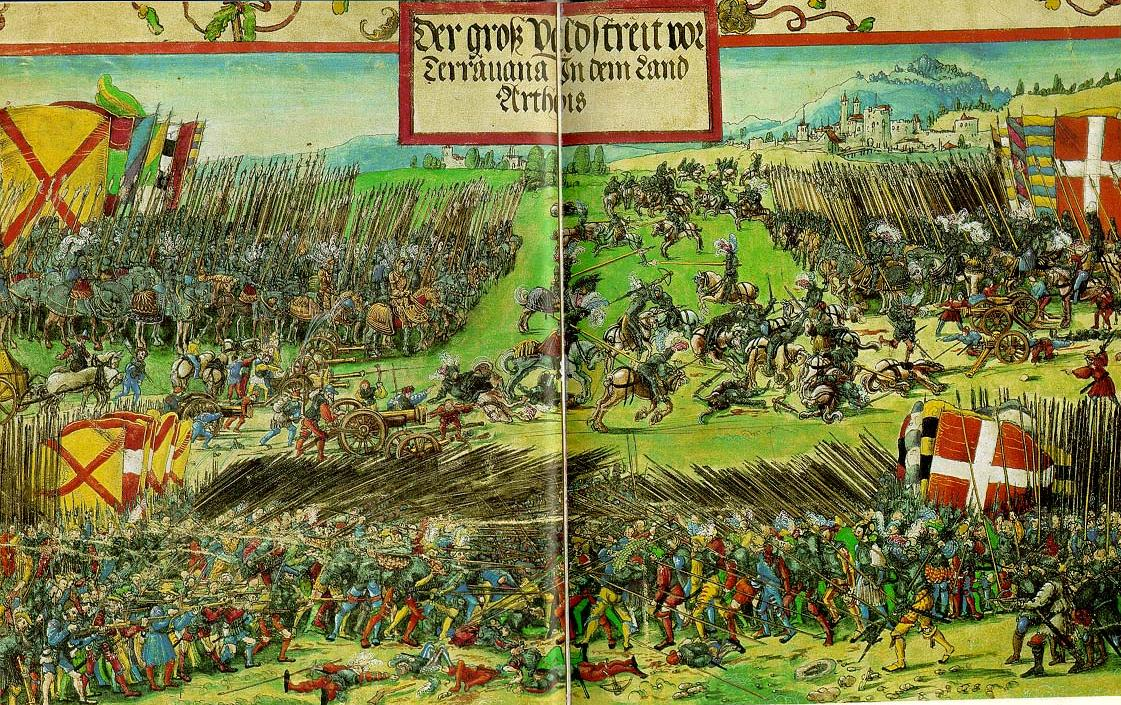
La bataille de Guinegatte, en 1513, au cours de laquelle La Palice est fait prisonnier.

« (…) Le seigneur de La Palice, franchois (français) sachant leur venue, les vint rencontrer avec chinc cens lances (500 lances = environ 3 000 hommes) ; les anglois, voiant que les franchois tendoient de charger sur eulx, se mirent en leur caroix (campement) comme gens sachant engager la guerre, ayant de la petite artillerie, vollant de quoy tellement besognèrent avec leurs armes, qu'ilz tuèrent de III à chinc cens franchois (de 300 à 500 français) en la place. (…) »
Mais, devant la résistance des troupes anglaise, l'armée du roi de France doit se résoudre à battre en retraite. La Palice est blessé et fait prisonnier (ainsi que Pierre Terrail de Bayard et Louis Ier de Longueville) puis parvient à s'échapper. Le souverain anglais Henri VIII, qui se trouva en personne au camp de Guinegatte, note dans une lettre officielle qu'il adresse le 17 août 1513 à Marguerite d'Autriche :
« L'on dict aussi que le sieur de La Palice est blessé ou tué, nous n'en sçavons pas encore la vérité, mais dès que nous aurons les congnoissances et certainnetés de toutes choses vous en avertirons. »
Thérouanne est finalement conquise le 23 août par les Anglais.
En 1514, il vend la vicomté de Châtellerault à la duchesse Anne de France (Anne de Beaujeu), fille de Louis XI.
Le 2 janvier 1515, le lendemain de l’avènement de François Ier, il perd sa charge de grand maître de France au profit d'Artus Gouffier de Boisy, mais est élevé à la dignité de maréchal de France le 7 janvier 1515.
Jacques de Chabannes de La Palice fait partie parmi les maréchaux de France du cortège officiel du 15 février 1515, lors de la Joyeuse Entrée du roi à Paris. Vêtu d'un riche pourpoint, il y figure en bonne place, si l'on en croit Théodore Godefroy historiographe de la cour : « Après (viennent) Messeigneurs les Mareschaux de France. C'est à sçavoir le seigneur Jean Jacques (Jacques de Trivulce), Monseigneur de La Palice avec l'Ordre et Monseigneur de Lautrec (Odet de Foix) & Monseigneur de Boisy (Artus Gouffier de Boisy), grand maitre de France, tous acoustrez d'une parure. C'est assavoir la moitié de toile d'argent et dessus drap d'or frisé deschiqueté, avec un grand bord d'estocs environnez de rouleaux, sur lesquels estoit escripte la devise particulière de chascun d'eulx ».
À peine nommé au maréchalat, La Palice est signataire le 23 mars 1515 du « traité d'alliance et de confédération » conclu entre François Ier et Jean III d'Albret, roi de Navarre.
Le roi lui attribue, le 24 mars 1515, les revenus tirés des francs-fiefs et acquêts du Rouergue, jadis province dont son père Geoffroy avait été en 1480 sénéchal (sénéchaussée de Rouergue) et gouverneur de Rodez.
Il reçoit aussi une des quatre charges de commissaire enquêteur, chargé de contrôler auprès des juridictions provinciales (bailliages et sénéchaussées) l'usage des deniers publics aux côtés de Guillaume Gouffier de Bonnivet, d'Artus Gouffier de Boisy et de René de Savoie), cette charge devant assurer à chacun d'eux un confortable revenu :
« (…) lesqueltz offices, tant d'enquesteurs que de controlleurs (…) ilz eurent plus de soixante à quatre vingtz mille livres. » Hormis sa pension de maréchal de France, ainsi surajoutée du revenu annuel (comme contrôleur des octrois) de plus de 80 000 livres, faisait de Monsieur de La Palisse l'un des grands officiers de la couronne des plus riches de France.

#### La cinquième guerre d'Italie (1515-1516)
L'armée française entre dans le Piémont à travers les Alpes. L'avant-garde, commandée par La Palice, passe par le col de Larche, surprenant les Suisses et les Italiens, et enlève Villafranca Piemonte où le général italien Prospero Colonna est vaincu et capturé. Il s'avance alors jusque dans le Milanais et est un des conseillers du roi lors de la bataille de Marignan (14 septembre 1515), victoire française que scelle le traité de Noyon (13 août 1516), dont La Palice est signataire.

#### Années de paix (1516-1520)
La paix revenue, La Palice remplit plusieurs obligations familiales. Un peu plus tard, il reprend le chemin de l'Italie comme ambassadeur plénipotentiaire auprès du Saint-Siège. Au côté du chancelier Antoine Duprat, La Palice est des signataires du concordat de Bologne imposé au pape Léon X.
Par lettres patentes du 9 octobre 1516 enregistrées devant la Chambre des comptes de Paris, François Ier lui fait don en viager du château et de la seigneurie royale de Compiègne, ainsi que de tous les droits, revenus et émoluments qui leur sont adjoints, sauf les gratifications pécuniaires tirées de la forêt de Compiègne, le roi se réservant les bénéfices de la vénerie. La Palice est autorisé à faire de ce domaine sa demeure principale.
La paix revenue, La Palice qui fait partie des officiels royaux, où il assiste le 12 mai 1517, à l'entrée solennelle à Paris, de la reine Claude de France, épouse de François Ier . Avec plusieurs autres grands seigneurs et dames de la cour, il accompagne François Ier, la reine Claude et Louise de Savoie à l'abbaye Notre-Dame de Fontevraud le 6 juin 1517, à l'occasion de la prononciation des vœux de Madeleine d'Orléans, demi-sœur du roi. Dans ces cortèges officiels et publics commencé par ce jeune roi de France; en ce dimanche 2 août 1517, accueilli par le bailli Jehan de La Barre, le maréchal de La Palice fait partie des officiels royaux accompagnant en Normandie l'entrée solennelle à Rouen du roi François Ier et de la reine Claude de France. Toujours en cette même année 1517, il reçoit du souverain une somme de 8 000 Écus d’or reçue en récompense de ses loyaux services et est nommé Grand veneur de France.

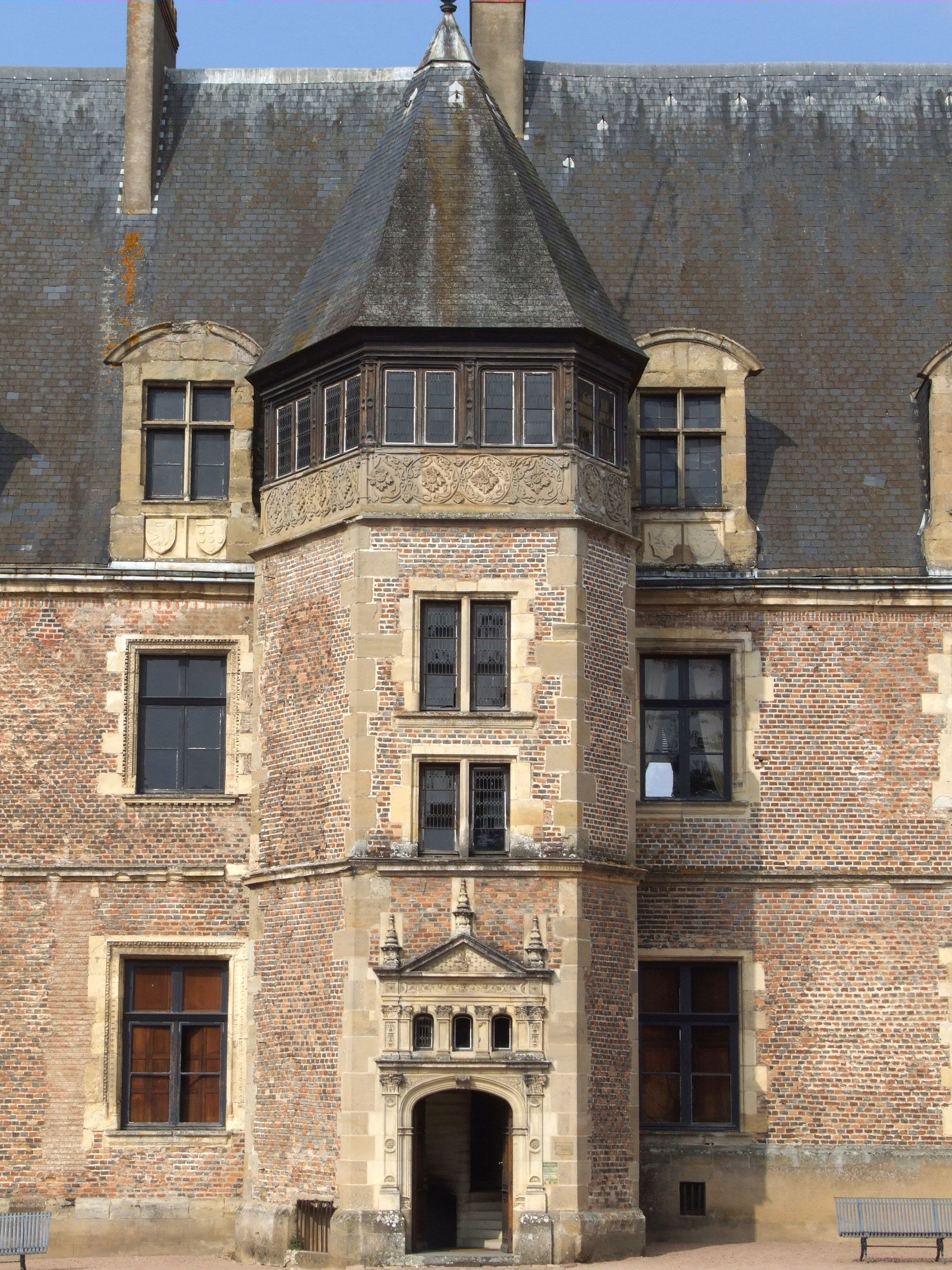
Château de La Palice. Tour d'entrée du château neuf (début XVIe siècle) avec fenêtres et façade renaissance italienne aux briques polychromes.

Les nombreux faits d'armes du maréchal, déjà remarqués dans diverses œuvres littéraires de son temps, le sont notamment dans celle de François Desmoulins de Rochefort parue vers 1520, les Commentaires de la guerre gallique, où il compare La Palice à l'un des sept généraux de Jules César.
En 1519, il est envoyé en Champagne pour y lever des troupes destinées à la gendarmerie du roi.
Il achète en Vendômois la seigneurie de Les Hayes, située près du château de la Possonnière au sud de Montoire-sur-le-Loir.
Une transformation de la ville médiévale de La Palisse sous l'impulsion de Jacques II de Chabannes, commence vers 1519. se préoccupe à partir de 1520 de réaménager son château de La Palisse, avec l'aide de divers artisans ébénistes italiens ayant travaillé pour l'atelier de Sebastiano Serlio. Sa seconde épouse, Marie de Melun, dirige seule les travaux durant les campagnes militaires de son mari les années suivantes.
En juin 1520, il accompagne François Ier à Ardres où a lieu l'entrevue avec le roi d'Angleterre Henri VIII, dite du camp du Drap d'Or. Il y tient l'office de juge de tournois.
Il est le signataire, le 23 février 1521 par l'intermédiaire de son procureur François d'Obeilh, de la Coutume du Bourbonnois.

### La sixième guerre d'Italie (1521-1525)

#### Les débuts de la guerre (1521-1522)
En août 1521, afin de favoriser un rapprochement diplomatique en vue d'une alliance avec l'Angleterre, La Palice retourne en Artois aux côtés du chancelier Antoine Duprat, ambassadeur plénipotentiaire du roi aux conférences organisées à Calais avec une délégation anglaise dirigée par le cardinal d'York, Thomas Wolsey.
Dans une lettre envoyée le 5 août 1521 à François Ier, il exprime ses inquiétudes face aux agissements des Flamands en faveur de Charles Quint :
« Sire, moy de Chabannes (secrétaire du Chancelier Duprat) ay eu nouvelles de Flandres par ung homme que j'avoys envoyé là pour entendre ce qu'ils faisoyent, que ceulx de Flandres ont octroyé au roy catholique cent cinquante mille francs et ceulx d'Arthois, cinquante mille francs payables en deux moys. J'espère sçavoir en bref ce que auront octroyé les autres pays pour le vous faire entendre. Il n'y a riens de plus vray qu'il y a vingt mille lansquenets et quelques gens à cheval mal en ordre. A Calais le Ve jours d'Aoust 1521. ».
Les négociations n'ayant pas abouti, La Palice est relevé de ses fonctions et remplacé par Olivier de La Vernade, seigneur de La Bastie. Il est chargé de surveiller les frontières, puis de conduire une armée de quelque 3 000 hommes au secours de la ville de Tournai, enclave royale dans le comté de Flandre assiégée par les troupes de Charles Quint, qui finissent par faire capituler la ville (3 décembre 1521), puis la citadelle (18 décembre).
En octobre 1521, il prend part à une expédition confiée par François Ier à François de Bourbon-Vendôme, comte de Saint-Pol, pour s'emparer de Péronne. Le 16 octobre, les fortifications sont enlevées par les troupes françaises, puis détruites ; La Palice s'empare de l'abbaye d'Arrouaise, détruit le village d'Havrincourt et participe enfin à la prise de Bapaume.
À la suite de la signature du traité de Fribourg de 1516, François Ier, cherchant à consolider son alliance avec les cantons suisses, envoie à Lucerne au début de l'année 1522 une ambassade, formée de René de Savoie, du maréchal de La Palice, de Galeazzo Sanseverino et du maréchal Anne de Montmorency. Les négociations sont laborieuses, mais la diète de Lucerne décide finalement d'enrôler quelque 16 000 Suisses volontaires pour aider le roi de France dans sa reconquête du Milanais.
Un peu plus tard, il retourne en Italie sous les ordres du maréchal de Lautrec, pour une offensive vers Milan. Il commande la ligne principale de l'armée française lors de la bataille de la Bicoque (22 avril 1522), à la suite de laquelle les Français, battus par Prospero Colonna, doivent abandonner le Milanais à François Sforza.
De retour dans ses fiefs du Bourbonnais, Jacques de La Palice et sa femme deviennent seigneurs engagistes de la châtellenie de Chavroches, achetée le 2 août 1522 à la duchesse Anne de France.
Après la disparition en août 1522 de Gaspard Ier de Coligny, lieutenant général en Guyenne, le roi nomme La Palice pour le remplacer.

#### La défection du connétable de Bourbon (1523)

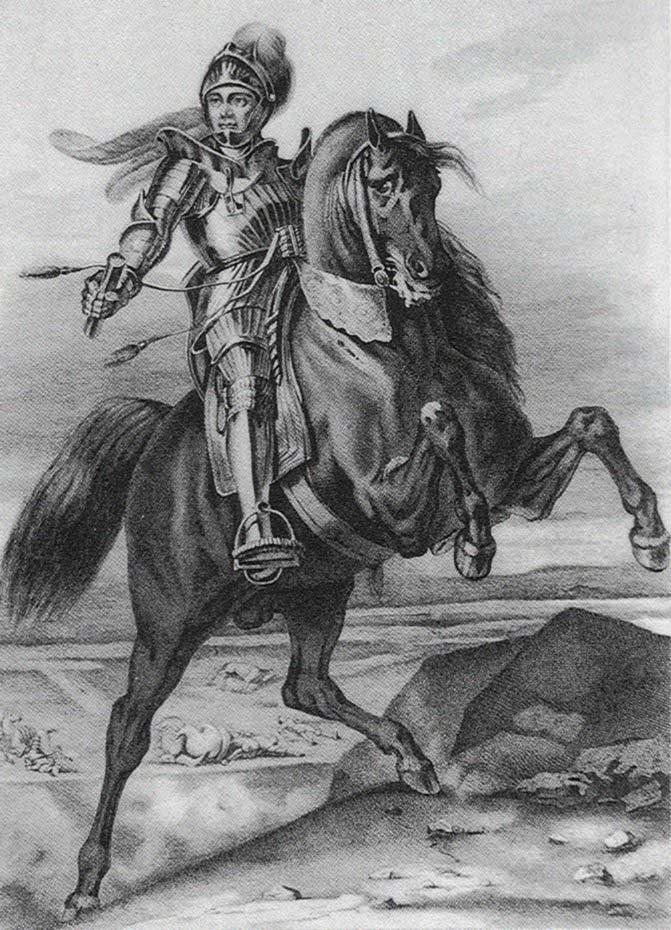
Portrait équestre du maréchal de La Palice par Ary Scheffer, 1844, galeries historiques de Versailles.

En 1523, La Palice et René de Savoie sont chargés d'arrêter le connétable de Bourbon qu parvient à leur échapper et à gagner l'Empire, où Charles Quint le nomme lieutenant général de son armée. Ses biens sont alors mis sous séquestre. Le château de Chantelle est attribué au maréchal de La Palice, qui reçoit aussi la charge de gouverneur de Lyon et du Lyonnais, ainsi que l'administration de la principauté de Dombes, domaine de Charles III situé dans l'Empire. La Palice est nommé premier président du parlement de Dombes.

#### Les campagnes de 1523-1524
La Palice intervient de nouveau dans les Pyrénées, ayant été envoyé au secours de Fontarrabie où une armée française qui a pris la ville en 1521 est assiégée par les Espagnols. Il parvient à fournir du ravitaillement, mais pas à faire lever le siège.
En 1524, il perd son frère Jean de Chabannes à la bataille de la Sesia, mort au cours de la retraite.
Afin d'organiser des bastions défensifs face à la menace potentielle des armées suisses, La Palice est nommé lieutenant-général du Dauphiné au mois de mai.
La Palice est présent dans l'armée qui intervient pour mettre fin au siège devant Marseille par Charles III de Bourbon.

#### Le siège de Pavie (1524-1525)
Le 28 octobre 1524, La Palice se trouve avec le roi au siège de Pavie, défendue par les troupes espagnoles d'Antonio de Leiva. Membre en qualité de vétéran des guerres d'Italie du conseil du roi, La Palice est défavorable à la bataille, contrairement à Guillaume Gouffier de Bonnivet, favori du roi, qui l'emporte.

#### La bataille de Pavie et la mort de La Palice
La Palice doit se résoudre à participer au combat. Dirigeant l'avant-garde française, il figure parmi les principaux chefs militaires lors de la bataille, qui a lieu le 24 février 1525.
En dépit des réticences de La Palice, le roi ordonne une charge de cavalerie, qui réduit à néant la stratégie du grand maître de l'artillerie Jacques Ricard de Genouillac et est elle-même désastreuse. Comme beaucoup d'autres, La Palice est désarçonné par des arquebusiers et doit combattre à terre, en armure, face à des lansquenets plus légèrement vêtus. Après avoir résisté un certain temps, La Palice vaincu se rend à un capitaine napolitain du nom de Giovanni Battista di Castaldo (it).
Il meurt, victime d'un conflit entre Castaldo et un officier espagnol nommé Buzarto, qui avait espéré s'emparer de La Palice. Furieux que l'Italien se refuse à partager la rançon future, Buzarto décharge son arquebuse à bout portant sur la cuirasse du maréchal, qui est tué.

## Mariages et descendance
Le maréchal de La Palice se maria deux fois et engendra une descendance de ses deux unions :
- Tout d'abord en janvier 1492 à Jeanne (ou Marie) de Montberon, fille d'Eustache de Montberon, vicomte d'Aulnay, baron de Maulévrier et de Matha, conseiller et chambellan du roi et de son épouse Marguerite d'Estuer. Sont issus :
- Geoffroy, capitaine de Novare, mort jeune sans union ni postérité ;
- Françoise, épouse en 1513 Jacques de Montboissier-Beaufort-Canillac (marquis de Beaufort et de Canillac). D'où postérité ;

- Puis en secondes noces à La Fère le 20 février 1514 Marie de Melun (morte le 10 décembre 1553 au château de Châtelperron), fille cadette du connétable de Flandres Jean III de Melun (vers 1460 - 29 juillet 1504), seigneur d'Épinoy et d'Antoing et de son épouse Isabelle de Luxembourg, fille de Jacques de Luxembourg-Ligny, seigneur de Richebourg. Marie de Melun contactait elle-même un second mariage étant déjà veuve de Jean V de Bruges, seigneur de La Gruuthuse. La Palice et Marie eurent :
- Charles, seigneur de La Palice, tué en 1552 au siège de Metz. Il se maria deux fois. La première fois en 1538 avec Anne de Mendoza, dame d'honneur de la reine Éléonore d'Autriche et la seconde en 1545 avec Catherine de La Rochefoucauld, fille d'Antoine de La Rochefoucauld, seigneur de Barbezieux et de son épouse Antoinette d'Amboise. Postérité féminine de la seconde union ;
- Marie, épouse en 1534 Claude de Savoie, comte de Tende. Parents d'Honoré Ier de Savoie et de Renée de Savoie (mère d'Anne et Honoré d'Urfé). D'où postérité ;
- Charlotte, dame d'honneur de Catherine de Médicis, épousa en 1538 Antoine de Moÿ. Leur petite-fille Claude de Moÿ épousa Henri de Lorraine, comte de Chaligny, fils de Nicolas de Lorraine-Mercœur et de sa troisième épouse Catherine de Lorraine-Aumale. D'où postérité ;
- Louise et Marguerite, religieuses à Poissy.

## Armes
Les armes de la famille de Chabannes sont : De gueules au lion d'hermine, armé, couronné et lampassé d'or.

## Postérité historique et littéraire
Les exploits militaires du Maréchal de La Palice sont relatés dans l'œuvre de plusieurs chroniqueurs ou poètes du temps : Phillipe de Commynes, Jacques de Mailles, Jean Bouchet, Marillac, Jehan d'Authon, Gringore, Hugues de Colonges, Jean de La Vigne, Jean Marot, Jean Molinet, Jean Barrillon, Antoine Varillas, Martin du Bellay, le Maréchal de Fleurange, François Rabelais, Claude de Seyssel, Blaise de Monluc, François Guichardin, Pierre de Ronsard, Antoine du Saix, Michel de Montaigne, Étienne Dolet, André Thevet, etc. Le chroniqueur Symphorien Champier le compare à non moins qu'un second Bayard. La bravoure et la disparition de La Palice inspirèrent fin 1525 un poète de la Cour, Guillaume Dubois, à faire l'apologie et le récit de la mort glorieuse du maréchal dans un ouvrage intitulé : L'Apparition du Mareschal sans reproche, feu Messire Jacques de Chabannes, en son vivant Mareschal de France.
Aimé de ses soldats mais également redouté et respecté de l'ennemi, la figure du maréchal de La Palice apparaît aussi dans de vieilles chroniques espagnoles, dont celle d'Hernan Perez del Pulgar, ancien capitaine castillan au service de Gonzalve de Cordoue. Les Espagnols, qui le dénomment parfois dans leur littérature La Paliza, el capitan de muchas guerras y victorias, font de celui-ci un personnage doué d'un réel sens héroïque osant braver la fougue guerrière du Gran Capitan. Dans son ouvrage sur la Vie des Hommes Illustres et des Grands Capitaines Français Brantôme fait du maréchal de La Palice le portrait suivant : « Les Espagnols l'appeloient souvent, el Capitan La Paliça, grand Mareschal dy Francia. Bel Honneur ! Comme nous avons appelé Monsieur de Biron dernier, le grand et premier Mareschal. J'ay veu le portrait dudit Sieur de La Palice. Il monstroit bien ce qu'il estoit, très beau et de très belle façon. »
À la fin du XVIe siècle, marqué par les guerres de Religion, la mémoire de La Palice est honorée par André Thevet, cosmographe officiel du roi Henri III, qui fait paraître en 1584 une importante anthologie biographique intitulée Les Vrais Pourtraits et Vies des Hommes Illustres, Grecz, Latins et Payens et retraçant le destin de plusieurs grands personnages, dont celui du maréchal de La Palice. Assurément, La Palice qui s'était distingué durant plus de 20 ans sur presque tous les champs de bataille au cours des guerres d'Italie, était-il regardé comme l'un des plus grands hommes de guerre de son temps et fut en grande renommée à la Cour de France. Un artiste de cette époque (anonyme) fit exécuter au XVIe siècle un unique et beau portrait peint du légendaire maréchal de France, dont l'original se trouvait dans la Galerie des Illustres du château de Selles-sur-Cher. Au début du XVIIe, Paul Ardier, qui venait d'acheter à Florimond Robertet l'un des anciens relais de chasse de François Ier du château de Beauregard, s'appliqua à restituer une Galerie des Illustres digne d'orner cette magnifique demeure du Val de Loire. Par chance, le nouveau propriétaire du château de Beauregard put faire copier juste avant leur disparition plusieurs de ces portraits d'illustres du château de Selles, dont précisément celui de M. de La Palice. Plusieurs grandes demeures françaises possédèrent jadis des Galeries d'Illustres, mais hormis l'exceptionnel patrimoine de Beauregard, seul le château de Bussy-Rabutin en possède encore une, digne du plus grand intérêt.

## Le mausolée du maréchal

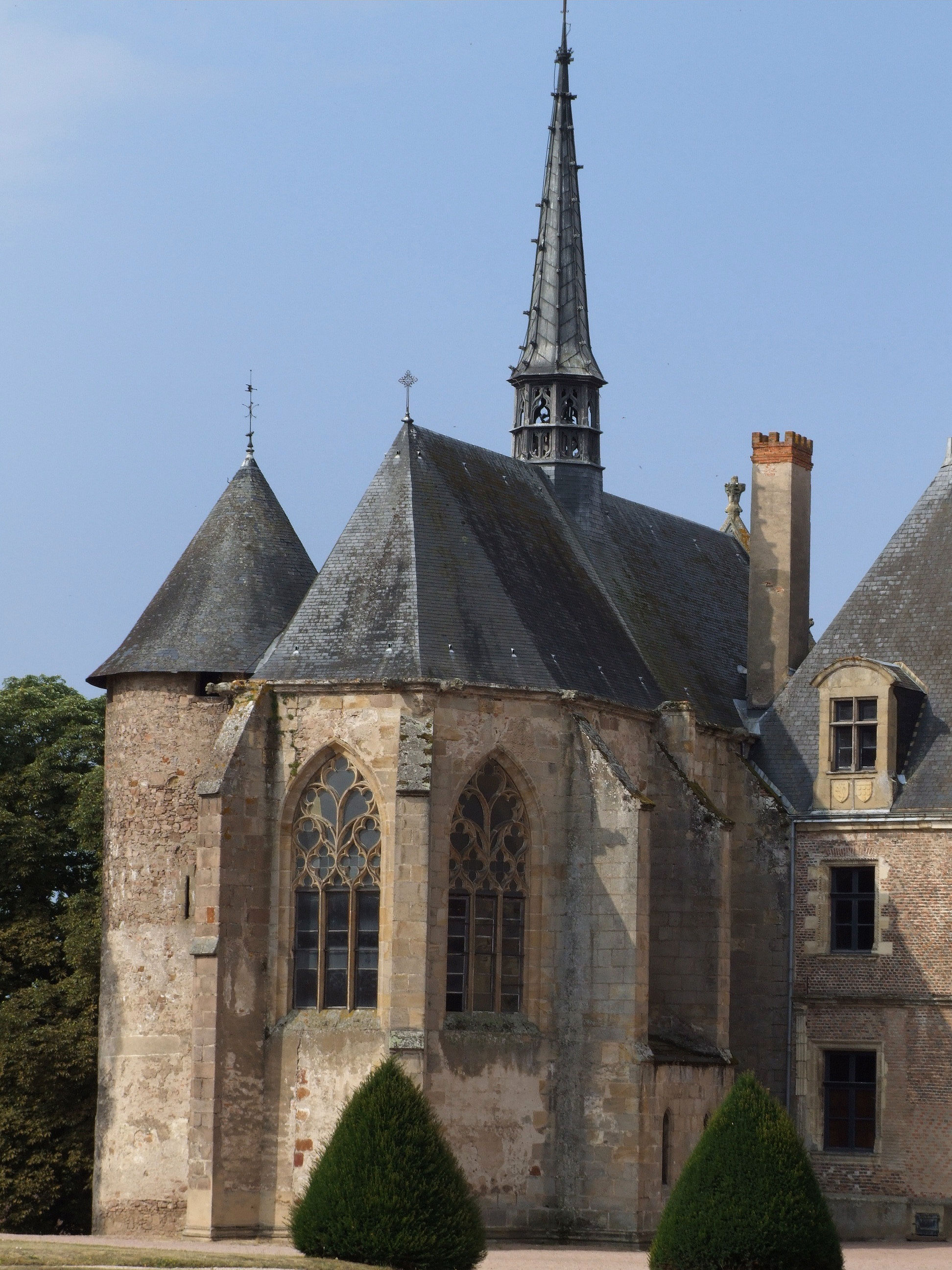
Chapelle Saint-Léger (fin XVe siècle) du château de La Palice, en Bourbonnais.

L'ancienne chapelle Saint-Léger du château de La Palice devint, aux XVe et XVIe siècles, la nécropole seigneuriale de Jacques Ier de Chabannes et de son petit-fils, le maréchal de La Palice. Devenue veuve en 1525, Marie de Melun, la seconde épouse de ce dernier, fit élever vers 1530 dans la chapelle du château un mausolée en marbre de carrare, vandalisé pendant la Terreur sous la Révolution française. D'après les travaux publiés au XVIIIe siècle par l'abbé et géographe Jean-Joseph Expilly, sur le pourtour du monument funéraire était gravée dans le marbre l'épitaphe suivante :
« Cy gist haut et puissant seigneur messire Jacques de Chabannes, en son vivant chevalier de l'ordre, maréchal de France, capitaine de cent hommes d'armes, gouverneur des pays de Bourbonnois, Auvergne, Lyonnois, Forest, Dombes, Roanois, La Marche, Beaujolois, Combrailles, lieutenant-général pour le Roi en Italie, seigneur de La Palisse, Montaigu-le-Blein, Châtel-Peron, Chezelles, Dompierre et Vendenesse, qui trépassa en la bataille de Pavie, le jour de Saint-Mathias, mil cinq cents vingt quatre, lui ayant charge de l'avant garde, le Roi présent. »
Avant les temps troublés de la Révolution française, hormis l'incomparable beauté du Salon doré du château, l'incontournable merveille de la petite ville de La Palisse que l'on se devait de visiter était incontestablement le mausolée du maréchal de La Palice. Dans un ouvrage paru en 1779, le parlementaire Anselme Crignon d'Ouzouer fit une description sommaire de la splendeur du monument, que tous les voyageurs de passage sollicitaient de découvrir, et tout particulièrement en 1775, lors d'une halte de la princesse royale Clotilde de France, qui sollicita d'admirer le mausolée du feu preux maréchal de France :

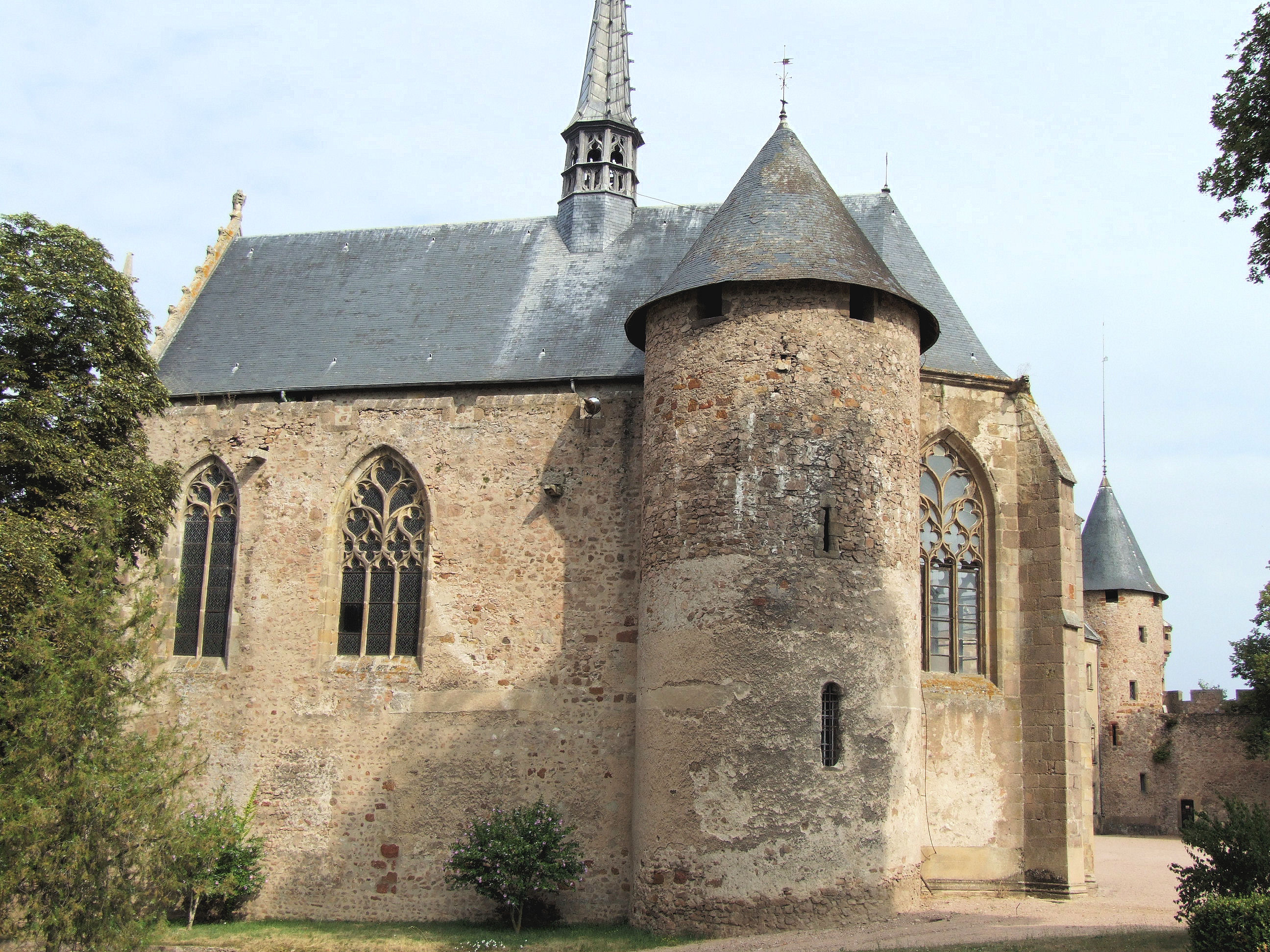
Chapelle du château de La Palice.

« Le château est antique et bâti sur une hauteur. Les connaisseurs estiment beaucoup le tombeau du Maréchal de Chabannes tué à la bataille de Pavie, il est dans la chapelle du château. Les bas reliefs en sont très riches, et tout fut travaillé à Rome, par les ordres de la femme du maréchal, qui y est représentée à ses côtés. Madame en passant par la Palice (La Palisse) pour aller épouser Charles-Emmanuel IV Prince de Piémont, logea au château et une des premières choses qu'elle demanda fut de voir le mausolée de M. de Chabannes. Les hommes illustres sont toujours présents à la mémoire des Princes faits pour leur ressembler. »
Ce fut en cette année révolutionnaire de 1789 que l'historien et politicien Jacques-Antoine Dulaure confirma, dans sa savante topographie historique des lieux de France, toute l'importance de ce monument funéraire érigé à la gloire d'une des plus belles figures militaires de la chevalerie française. La description qu'il donne de ce chef-d'œuvre de l'art de la Renaissance italienne était celle-ci, trois ans avant la profanation et la destruction irrémédiable de ce magnifique monument :
« La chapelle du château renferme la principale curiosité de la ville. On y voit le mausolée de Jacques de Chabannes Maréchal de France., que sa veuve Marie de Melun lui fit élever; il est en marbre d'Italie et fut exécuté à Rome; il représente la figure du Maréchal à genoux, les mains jointes et revêtu de son armure. Marie de Melun, son épouse y est représentée dans la même attitude, et en habit de veuve. Ces deux figures sont bien faites, mais on admire encore les bas-reliefs qui ornent ce mausolée, on pourroit les comparer avec ceux de François Ier qui est à Saint Denis. »
Après avoir combattu dans les rangs de La Fayette, de Rochambeau ou du baron Charles du Houx de Vioménil à la Bataille de Yorktown lors de la guerre d'indépendance des États-Unis d'Amérique, Jean-Frédéric de Chabannes La Palice s'était exilé sous la Terreur à Londres, où il fut l'aide de camp du roi Louis XVIII. Pendant son émigration, son château de La Palisse fut pillé et dévasté par les révolutionnaires marseillais remontant sur Paris ; les vitraux de la chapelle furent brisés et les tombeaux saccagés, dont tout particulièrement celui du maréchal de La Palice, symbolisant l'opulence monarchique et les appartements du château complètement dénaturés. Durant cette période révolutionnaire, le domaine du château de La Palice, qui fut morcelé, avait été saisi comme bien national et servit de poste, de mairie, de tribunal de justice, de perception, de prison, etc. Au début du XIXe, le château de La Palice, qui était alors dans un piteux état, fut restitué grâce à l'influence de Charles-Maurice de Talleyrand-Périgord, parent de la famille de Chabannes. Tout au début du XIXe siècle, ce novateur de retour d'une sorte de longue « expédition d'anthropogie culturelle » à travers les provinces de France ou des contrées de l'Europe, l'illustre Alexandre Dumas, fit paraître dès 1833 dans la Revue de Paris ou de la Revue des Deux Mondes le fruit de ses premières Impressions de Voyages. En partance vers le midi de la France, le célèbre romancier, qui fit une halte en Bourbonnais à La Palisse, ne put contenir son indignation de l'outrage fait à la demeure d'un des héros de Marignan et à la vue de l'ignomineuse profanation du tombeau du maréchal de La Palice :

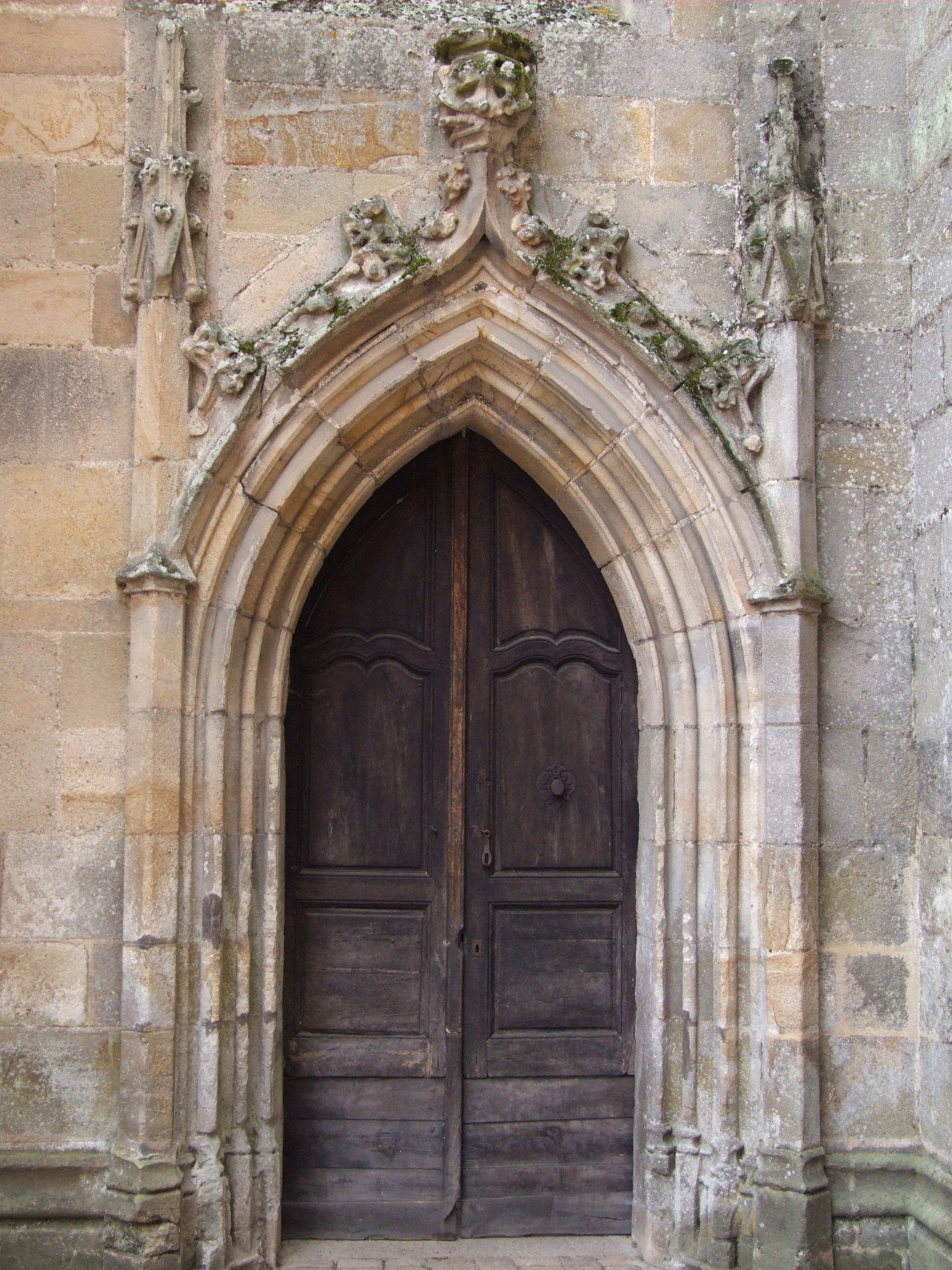
Porte gothique de La Chapelle Saint-Léger du château de la Palice (côté cour d'honneur. Fin XVe siècle.)

« (…) rien ne nous avait arrêtés sur la route, que le vieux château presque abandonné de Jacques II de Chabannes, seigneur de La Palice. Il nous fut montré par un concierge sexagénaire, ruine vivante au milieu de ces ruines mortes, les descendants de la famille ayant cessé d'habiter la résidence de leurs ancêtres. Taylor m'avait recommandé de ne point passer dans le village que dominent ces murs gothiques sans entrer dans la cour du maître de poste, où le tombeau du vainqueur de Ravenne, chef-d’œuvre du seizième siècle et merveille de la renaissance, servait d'auge à abreuver les chevaux. J'avais été, alors qu'il me la raconta dans son indignation toute nationale, frappé douloureusement de cette circonstance. Ce n'était pas assez d'avoir profané le nom, on avait encore profané les cendres. Aussi n'eus-je garde de manquer à sa recommandation. Mais le tombeau n'y était plus, il avait été acheté et transporté dans le musée d'Avignon : quant aux ossements on ne savait pas ce qu'ils étaient devenus. Nous visitâmes ces débris, qui avaient été habités, au temps de leur splendeur, par un de ces hommes que Richelieu trouva de si haute taille qu'il trancha la tête à toute leur race. Jacques II de Chabannes était un géant parmi les géants. C'était un homme comme Bourbon, un homme comme Bayard, un homme comme Trivulce, qui étaient trois hommes plus grands que le roi. (…) Et maintenant soyez donc l'épée de trois rois, le témoin de Bayard, le vainqueur de Gonzalve, l'ami de Maximilien et le vengeur de Nemours ; teignez donc de votre sang les fossés de Barlette, les remparts de Rubos, les plaines d'Agnadel et les champs de Guinegate ; comptez donc au nombre des vainqueurs de Marignan et des invaincus de Pavie ; mourez donc pour ne pas rendre votre épée là où le roi de France rendait la sienne ; et tout cela pour qu'il reste de votre nom un souvenir ridicule et de votre tombe une auge dans laquelle se désaltèrent les chevaux ! La postérité est pour quelques-uns plus ingrate encore que les rois. (…) »
Paru presque en même temps (en 1840) que l'ouvrage d'Alexandre Dumas, en partance pour l'Italie Jules Janin dans son Voyage d'un Homme Heureux s'arrêta au château de La Palice, et fit le même constat d'abandon et de totale désolation de la demeure du héros de Marignan :
« Postillon sommes-nous à La Palice ? Et il me montre du fouet le vieux château accroupi sur la falaise. (…) Nous visitons le château de La Palice, tout en fredonnant la chanson; en sa qualité de château, c'est une maison qui s'en va croulante; la cour est dépavée, l'herbe est partout ; les vaches du château ont remplacé les varlets et les trouvères ; la servante est la seule dame du lieu ; les enfants jouent sans se douter des grandeurs qu'ils foulent à leurs pieds. (…) »
Quelques années auparavant, en 1830 le baron Louis Pertuis de Montfaucon, maire d'Avignon, racheta dans une cour d'auberge de La Palisse, pour la modique somme de 60 francs, ces quelques précieux vestiges du mausolée du maréchal de La Palice, et en fit don plus tard au Musée Calvet de la ville, où ils figurent encore aujourd'hui parmi les plus beaux trésors d'art de la cité papale.

Tombeau de Jacques II de Chabannes de La Palice
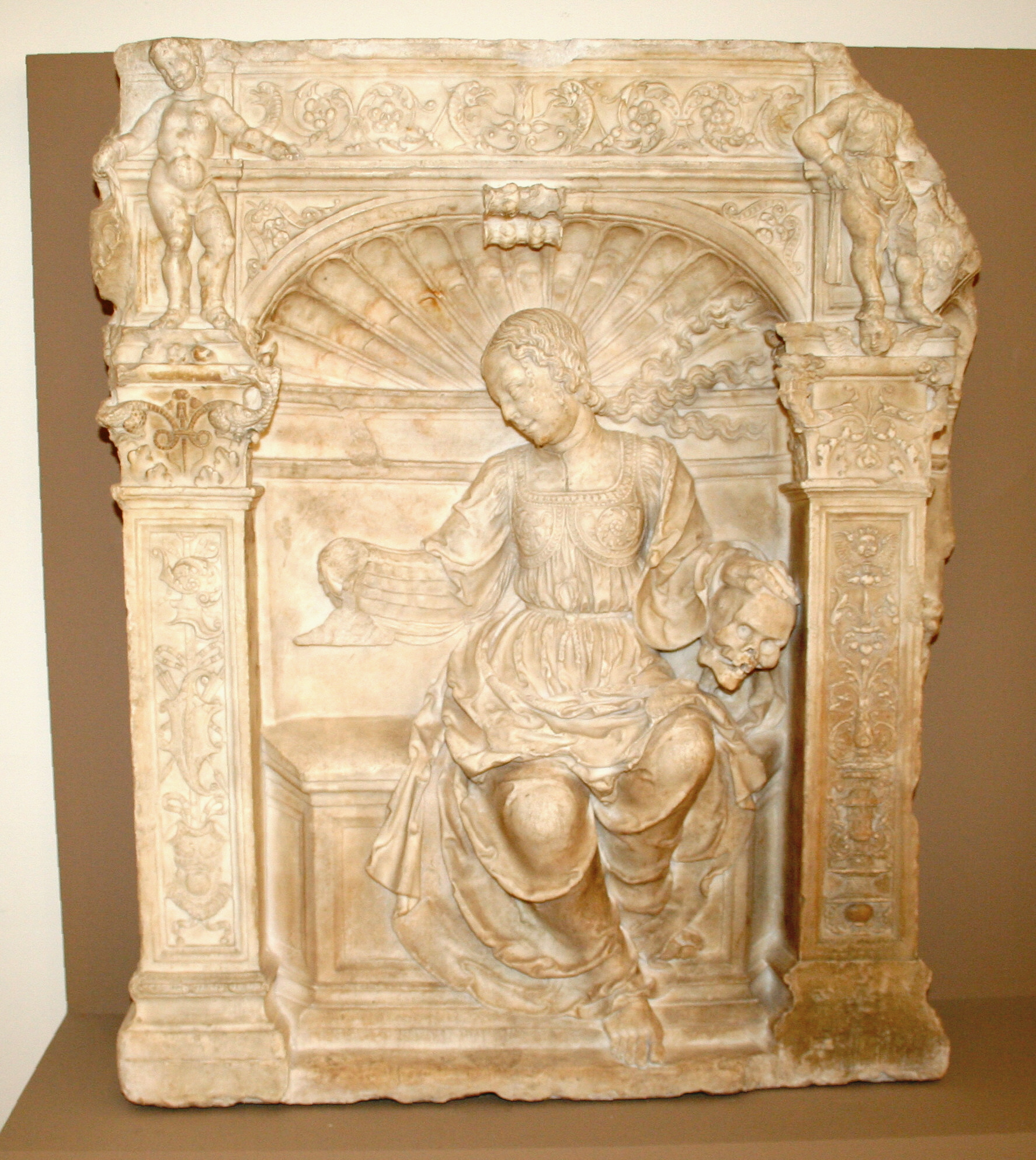
La Prudence, musée Calvet, Avignon.
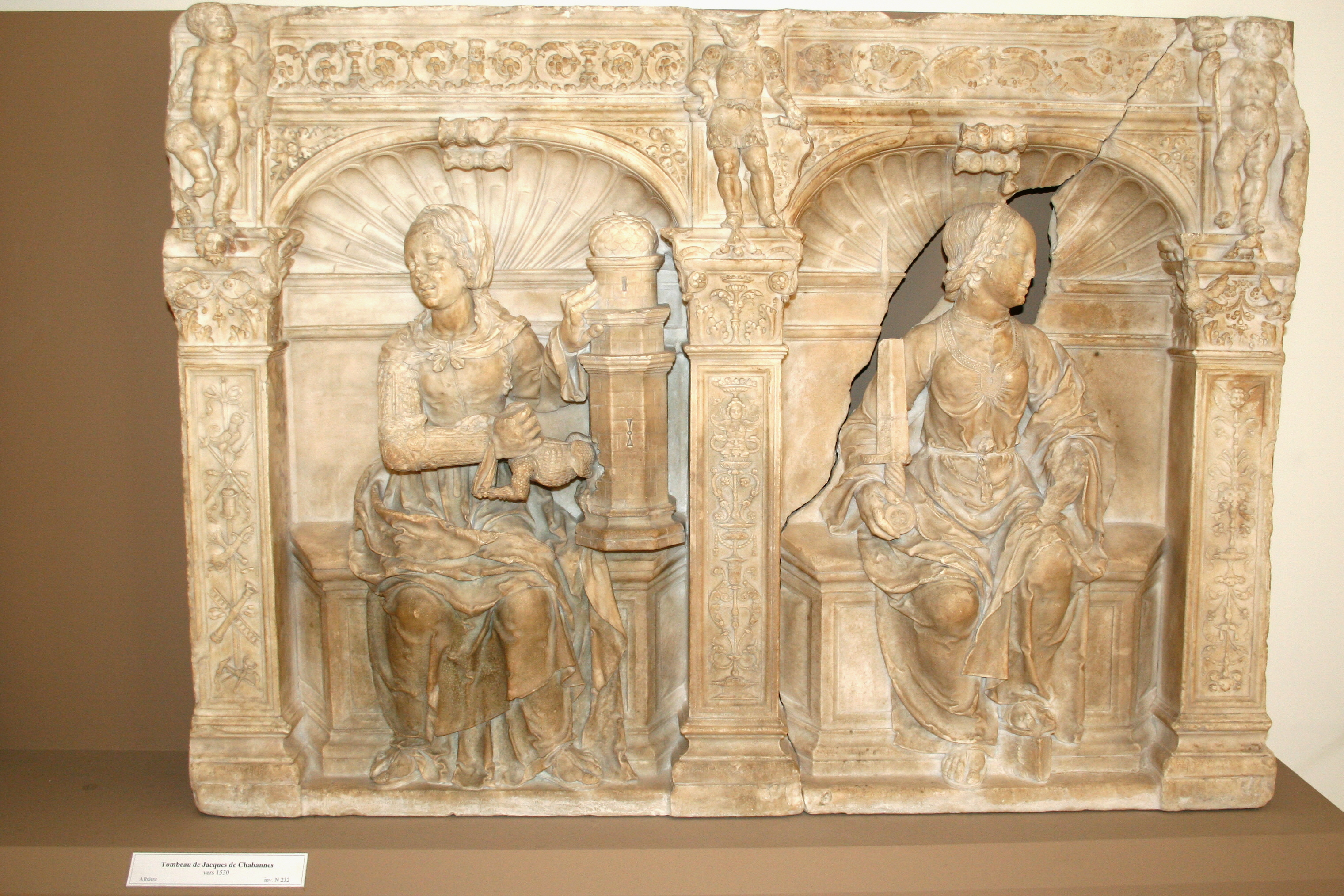
La Force et la Justice, musée Calvet Avignon.

## Origine du mot «lapalissade»
Selon le CNRTL, le mot « lapalissade » désigne « toute affirmation ou toute réflexion naïve par laquelle une personne exprime une évidence ou une banalité ». Le plus souvent, lorsqu'une personne fait une telle réflexion, son interlocuteur lui répond : « La Palice en aurait dit autant ! »
L'histoire de ce mot, qui s'étend du XVIe siècle au XVIIIe siècle, est assez compliquée.

### Le chant des soldats en l'honneur de La Palice (1525)
En février 1525, à la suite de la défaite de Pavie et afin de se consoler de la perte de leur chef, les soldats de La Palice qui convoient sa dépouille vers la France composent en son honneur une complainte. Selon la tradition de l'armée française, il était en effet de coutume d'honorer la mémoire d'un chef militaire qui avait brillamment combattu. Cette tradition s'observe depuis la Chanson de Roland[réf. nécessaire].
La première strophe d'origine aurait été :
« Hélas! La Palice est mort,

Il est mort devant Pavie,

Hélas! S'il n'était pas mort,

Il ferait encore envie »
Cependant, le s long (ſ) et le f ayant une graphie presque identique à l'époque, une transcription du texte au seizième siècle aurait transformé le dernier vers, qui devint « Il serait encore en vie ».

### La mémoire de La Palice auXVIesiècle
Tout au long du XVIe siècle, la figure du maréchal de La Palice est très populaire en France. Nombre de ses contemporains en parlent élogieusement, particulièrement le poète Guillaume Dubois, confesseur et historiographe du roi, qui écrit fin 1525, peu avant de mourir, une Déploration sur la mort du maréchal de Chabannes.
Au cours du XVIe siècle, de Pierre de Ronsard à Blaise de Monluc et à Michel de Montaigne, la mémoire de Jacques de Chabanes n'est l'objet d'aucune raillerie ou ironie.
Selon certains auteurs du XIXe[réf. nécessaire], sa veuve, Marie de Melun, s'inspirant de la chanson des soldats, aurait fait graver au-dessus du monument funéraire du maréchal, l'épitaphe suivante :
« Ci-gît le Seigneur de La Palice

S'il n'était mort il ferait encore envie ».

### Un problème typographique et orthographique
Depuis la fin du XVe siècle, époque de François Villon, où était encore utilisé l'ancien français, jusqu'aux débuts au XVIe siècle époque des rhétoriqueurs de la Renaissance, existait dans l'écriture de la langue française l'usage de deux graphies pour le « s » minuscule : le « s rond » (« s ») et le « s long » (« ſ »), ce dernier pouvant être confondu avec un « f ». Une erreur de lecture de « f » en « ſ » a pu faire comprendre, au lieu de « Hélas, s'il n'était pas mort, il ferait encore envie », la version erronée « Hélas, s'il n'était pas mort, il serait encore en vie », ce qui est une inutile évidence (un mort n’est de fait plus en vie !), autrement dit un truisme (une forme péjorative de tautologie).
Lorsque parait en août 1555 le Catalogue des illustres maréchaux de France du généalogiste Jean Le Féron, subsista encore pendant quelque temps ce type d'inconvénient dans l'impression éditoriale, qui s'observe notamment dans les pages consacrées au « Mareschal de Chabanes ».

### Le rôle de Bernard de La Monnoye (1641-1728)
Au XVIIIe siècle, un juriste et homme de lettres originaire de Dijon, mais assez réputé à l'époque, Bernard de La Monnoye, est le premier à le présenter le comme une sorte de Jocrisse[réf. nécessaire], tel un personnage simplet et burlesque se plaisant à répandre autour de lui nombre de plates tautologies.
Reprenant l'exemple de l'ironique couplet sur M. de La Palice, paru dans son ouvrage le plus connu sur les Noëls Bourguignons, Bernard de La Monnoye écrit sur La Palice (qu'il nomma d'abord « M. de La Galisse ») une chanson remplie de vérités évidentes parfois niaises jusqu'à l'excès. Cette chanson ironique à l'humour caustique, commence ainsi dans son Ier couplet :
« Messieurs vous plait-il d'ouïr 
L'air du fameux La Palisse,
Il pourra vous réjouir,
Pourvu qu'il vous divertisse ».
Cette chanson humoristique reprend malencontreusement entre autres le couplet de la chanson primitive, défectueusement retranscrite :
« Monsieur d'La Palisse est mort,

Il est mort devant Pavie,

Un quart d'heure avant sa mort,

Il était encore en vie ».
On peut aussi citer : 
« Regretté de ses soldats,

Il mourut digne d'envie,

Et le jour de son trépas,

Fut le dernier de sa vie ».
Bernard de La Monnoye est membre de l'Académie française à partir de 1713.
Dans certains salons littéraires du XVIIIe, ce jeu d'esprit connaît un certain succès.[réf. nécessaire]

### Bibliographie

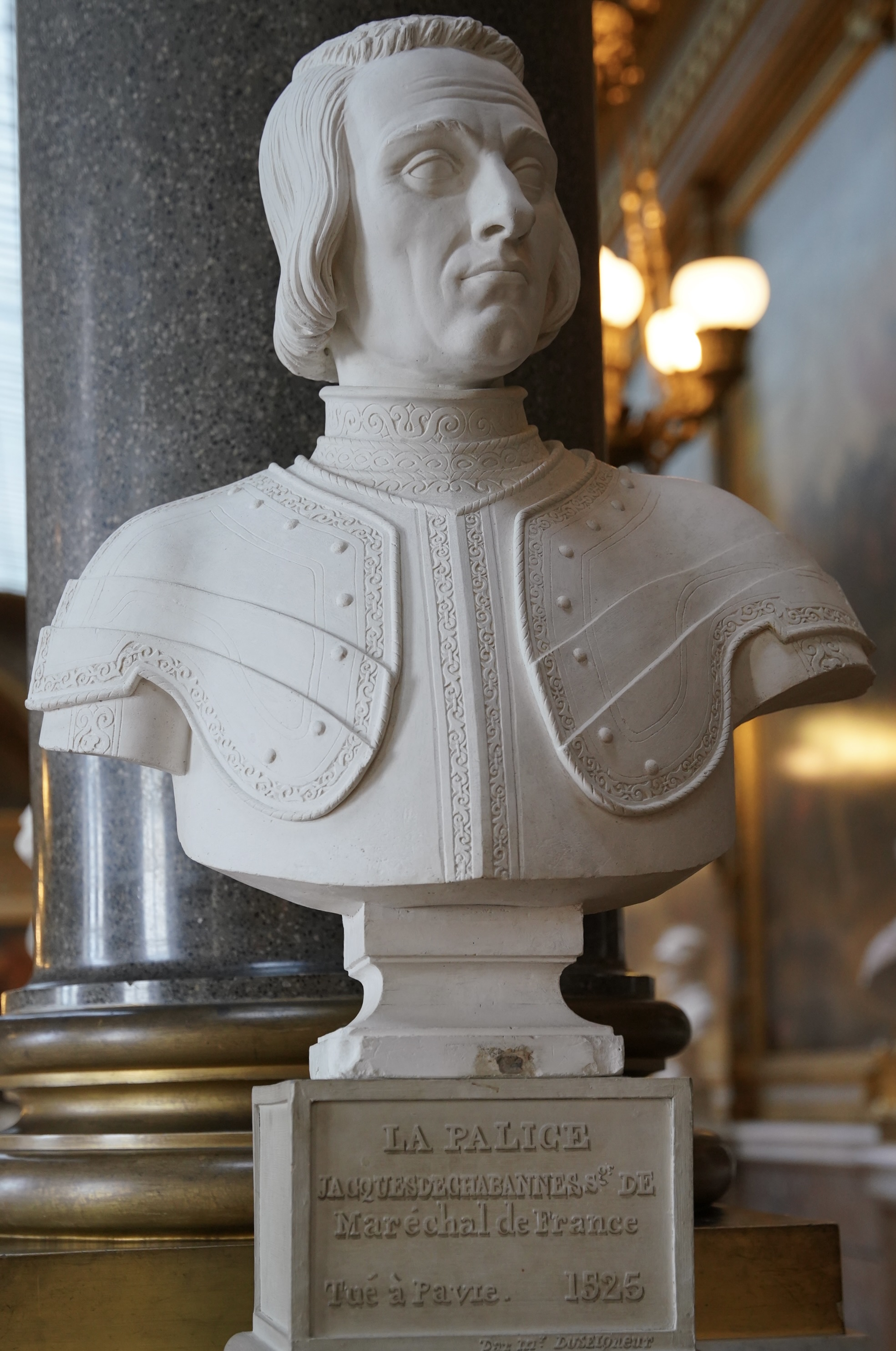
Denis Foyatier, Buste du maréchal de La Palice, château de Versailles, galerie des Batailles.

#### Études historiques
- Cédric Michon :  Dans la Cour des Lions. Hommes & Femmes de Pouvoir de la Renaissance, Édition Passés composés / Humensis, 2020  (La Palice : p. 13, 31, 51, 167, 174, 287)
- Guillaume Frantzwa, 1520, Au seuil d'un monde nouveau, édition Académique Perrin, mars 2020.
- Pascal Brioist, Léonard de Vinci, Homme de guerre, Paris, Alma, 2013 (présentation en ligne), (présentation en ligne).
- Le Livre des Timbres. Année 2015. Édition La Poste. fr (Production philatélique 2015)
- Hélène Germa-Romann, Du « bel mourir » au « bien mourir » : le sentiment de la mort chez les gentilshommes français (1515-1643), Genève, Librairie Droz, coll. « Travaux d'humanisme et Renaissance » (no 347), 2001, 352 p. (ISBN 978-2-600-00463-3, présentation en ligne), p. 227-228.
- Claude Quétel, « Un illustre inconnu : La Palice », Revue Historia, no 720, décembre 2006.
- Paul Jove, Elogi Degli Uomini Illustri (Éloge d'Hommes Illustres), Turin, Éditions G. Einaudi, 2006 (La Palice, page 793).
- Valérie Bessey, Construire l'Armée Française. Textes fondateurs des Institutions militaires. Tome I : De la France des premiers Valois à la fin du règne de François Ier, Éditions Brépols, 2007
- Claude Merle, Dictionnaire des Grandes Batailles du Monde Européen, Paris, Éditions Pygmalion, 2009 (plusieurs références sur La Palice.
- Robert Knecht, « Jacques II de Chabannes, seigneur de La Palisse ou La Palice (v. 1470-1525) », dans Cédric Michon (dir.), Les conseillers de François Ier, Rennes, Presses universitaires de Rennes, coll. « Histoire. L'univers de la cour », 2011, 668 p. (ISBN 978-2-7535-1313-6, présentation en ligne, lire en ligne), p. 163-170.
- Guy Le Moing, La Sainte Ligue et la Guerre Franco-Anglaise (1512-1514), Paris, Éditions Economica, 2011.
- Sous la direction de Cédric Michon, Conseils et Conseillers dans l'Europe de la Renaissance (1450-1550), Éditions Presses universitaires de Rennes, 2018.
- Didier Le Fur, La France de la Renaissance. Dictionnaire de curiosités, Éditions Taillandier, 2011 (à voir pour M. de La Palice)
- Olivier Bangerter, Novare (1513) Dernière victoire des fantassins suisses, Éditions Economica, 2011.
- Claude Quétel, « Seigneur de La Palice », in: Petit dictionnaire des inconnus célèbres. Ils ont aussi écrit l'Histoire…, Paris, Éditions First, 2013, pp. 127-130.
- Jean-Marie Le Gall, « Les combattants de Pavie. Octobre 1524 - 24 février 1525 », Revue historique, Paris, Presses universitaires de France, no 671,‎ juillet 2014, p. 567-596 (DOI 10.3917/rhis.143.0567).
- (en) Michael Mallett et Christine Shaw, The Italian Wars 1494-1559 : War, State and Society in Early Modern Europe, Édition Routlège, Oxford, 2014 & 2018. (Jacques de Chabannes, Sgr de La Palice, pp : 60.69.84.94.102.108.109. 110. 111. 128. 152)
- Didier Le Fur, François Ier, Paris, Éditions Librairie Académique Perrin, 2015.
- Jean-Marie Le Gall, L'Honneur perdu de François Ier. Pavie 1525, Paris, Éditions Payot, 2015.
- Nicolas Le Roux, Le crépuscule de la chevalerie : noblesse et guerre au siècle de la Renaissance, Seyssel, Champ Vallon, coll. « Époques », 2015, 409 p. (ISBN 978-2-87673-901-7, présentation en ligne).
- Florence Alazard, La bataille oubliée. Agnadel, 1509 : Louis XII contre les Vénitiens, Éditions des Presses universitaires de Rennes, 2017.
- (it) Dante Zanetti, Vita, morte e transfigurazione del Signore di Lapalisse, Bologne, Édition El Mulino, 1992.
- Philippe Hamon, L'Argent du Roi, les finances sous François Ier, Édition Comité pour l'Histoire économique de la France. 1994.
- (it) Raffaele Tamalio, Frederico Gonzaga alla Corte di Francesco I di Francia. nel carteggio privato con Montova (1515-1517), ouvrage publié avec le concours du Centre d'études supérieures de la Renaissance de Tours, Paris, Éditions Honoré Champion, 1994  — Publication de 217 lettres inédites adressées par Frédéric II de Gonzague à la Cour de Mantoue, durant son séjour à la Cour de France de 1515 à 1517. Nombreuses références sur Jacques II de Chabannes, maréchal de La Palice.

#### Ouvrages anciens et essais
- Pierre Daru, Histoire de la République de Venise. 3 volumes (1829-1831) - Paris ; Réédition Robert Laffont, coll. « Bouquins », Paris, 2004
- Jean-Charles Varennes, Le Maréchal de La Palice ou le dernier des chevaliers français, Paris, Librairie académique Perrin, 1989, 214 p., ill.  (ISBN 2-262-00709-8)
- Pierre Alexis de Ponson du Terrail : Les Aventures du capitaine La Palisse (roman historique), Edition Calmann-Lévy, Paris, 1880 (d'abord paru en feuilleton dans le journal La liberté, du 16 juillet au 13 août 1865)
- Mlle Clarisse Juranville, Les vieux guerriers de la France : Dunois et La Palice, Limoges, Barbou, 1881.
- Ernest d'Hervilly, Les Héros légendaires. Leur véritable histoire, illustrations d'Henri Pille, Paris, Éditions Alphonse Lemerre, 1889.
- Georges Mermilliod, Le Maréchal de La Palice, collection « La Plume et l'Épée », Nancy, Imprimerie Berger-Levrault, 1900.
- Gaston Davenay, « La Palisse et La Palice », Le Figaro, 5 décembre 1904.
- Maxime Weygand, Histoire de l'armée française, Éditions Flammarion, 1908 ; réédition en 1961.
- Xavier Privas, « La Vérité sur la Chanson de La Palice », Le Pêle-mêle, 27e année, 15 juin 1924.
- (it) « La vita di Giacomo di Chabannes (Monsieur de La Palisse) », La Domenica del Corriere, 32e année, no 25, 22 juin 1930.
- André Gervais, Au Pays de Monsieur de La Palice, Paris, Édition La Renaissance du Livre, collection « L'Épopée de la Terre de France », 1933.
- Henri Nicolle, « Le véritable La Palisse », Dimanche Illustré, supplément de l’Excelsior, no 550, 10 septembre 1933.
- Clément-Grandcourt, En commentant La Palice, le Sabre au clou, Paris, 1933.
- Hennet de Goutel, « Monsieur de La Palice le vrai », Revue hebdomadaire, volume 48, Édition Plon, 1939.
- André Gillois, Les Grandes Familles de France, Paris, Édition André Bonne, 1953.
- Simone de Tervagne, « Monsieur de La Palisse était-il sot ? », Revue Historia, no 114, Mai 1956.
- Hedwige de Chabannes, « Le Maréchal de La Palice », Aux Carrefours de l'Histoire, no 42, juin 1961.
- Jacques Chabannes, On ne meurt pas d'amour, M. de La Palice et L'amant des Reines, romans historiques consacrés à Jacques II de Chabannes, Maréchal de La Palice, Éditions Fleuve Noir, 1962.
- Claude Pasteur, Les Hommes Célèbres, racontés par leurs descendants, Paris, Éditions Arthème Fayard, 1965.
- Gérard de Sède, « Les fausses réputations de l'Histoire : La vérité de Monsieur de La Palisse », Historia-Spécial, no 445, décembre 1988.
- Suzanne Chantal, Jérôme Manni le vénitien. Saint, guerrier et protecteur des orphelins, Paris, Éditions Sand, 1989. [roman historique].
- Jean Giono, Le désastre de Pavie. 24 février 1525, Paris, Gallimard, collection « Trente journées qui ont fait la France », 1965 ; réédition Folio Gallimard, no 204, octobre 2012.